# بي بي سي
هيئة الإذاعة البريطانية (بي بي سي) هي هيئة إذاعية بريطانية عامة يقع مقرها الرئيسي في دار الإذاعة في لندن. تأسست في الأصل عام 1922 باسم شركة الإذاعة البريطانية، وتطورت إلى وضعها الحالي باسمها الحالي في يوم رأس السنة الجديدة عام 1927. وهي أقدم وأكبر هيئة إذاعية محلية وعالمية من حيث المكانة وعدد الموظفين، وتوظف أكثر من 21000 موظف في المجمل، منهم ما يقرب من 17900 يعملون في البث في القطاع العام. منذ تأسيسها عام 1922، أدّت هيئة الإذاعة البريطانية دورًا بارزًا في الحياة والثقافة البريطانية.
تأسست هيئة الإذاعة البريطانية بموجب ميثاق ملكي، وتعمل بموجب اتفاقية مع وزير الدولة للثقافة والإعلام والرياضة. يتم تمويل عملها بشكل أساسي من خلال رسوم ترخيص التلفزيون السنوية والتي يتم فرضها على جميع الأسر والشركات والمنظمات البريطانية التي تستخدم أي نوع من المعدات لاستقبال أو تسجيل البث التلفزيوني المباشر أو لاستخدام خدمة البث المباشر لهيئة الإذاعة البريطانية iPlayer، يتم تحديد الرسوم من قبل الحكومة البريطانية، ويوافق عليها البرلمان، وتستخدم لتمويل خدمات راديو وتلفزيون بي بي سي وخدمات الإنترنت التي تغطي دول ومناطق المملكة المتحدة. منذ 1 أبريل 2014، قامت أيضًا بتمويل خدمة بي بي سي العالمية (التي تم إطلاقها في عام 1932 باسم خدمة بي بي سي الإمبراطورية)، والتي تبث بـ 28 لغة وتوفر خدمات تلفزيونية وإذاعية وخدمات عبر الإنترنت شاملة باللغتين العربية والفارسية.
تأتي بعض إيرادات بي بي سي من شركتها التجارية التابعة استوديوهات بي بي سي (المعروفة سابقًا باسم بي بي سي العالمية)، التي تبيع برامج وخدمات بي بي سي دوليًا وتوزع أيضًا خدمات بي بي سي الإخبارية الدولية باللغة الإنجليزية على مدار الساعة، بي بي سي وورلد نيوز، ومن موقع BBC.com الذي تديره بي بي سي جلوبال نيوز المحدودة. في عام 2009، حصلت الشركة على جائزة الملكة للمؤسسات تقديرًا لإنجازاتها الدولية في مجال الأعمال.
بعد الهجوم الإسرائيلي على قطاع غزة 2009 رفضت بي بي سي بث «مناشدة إنسانية لصالح قطاع غزة» الأمر الذي فهمه البعض على أنه «انحياز لصالح إسرائيل» حيث انتقدت من كثير من الجهات من بينها الحكومة البريطانية حيث وصف وزير الصحة امتناعها بث نداء الاستغاثة «بالمؤسف» ، فيما نفت البي بي سي تهمة الانحياز معللة الأمر بكون المناشدة التي وجهتها لجنة الطوارئ الخاصة بالكوارث المؤلفة من 13 وكالة إغاثة «ستُقَوض الحياد الذي يميز تغطية الإذاعة» حسب رأيها.
منذ بدايتها، مرورًا بالحرب العالمية الثانية (حيث ساعد البث التلفزيوني على توحيد الأمة)، إلى تعميم التلفزيون في حقبة ما بعد الحرب العالمية الثانية والإنترنت في أواخر القرن العشرين وأوائل القرن الحادي والعشرين، تعرف أيضًا بالعامية باسم «البيب» أو «العمة» أو مزيج من الاثنين معًا (باسم «العمة بيب»).
في مارس 2008 أُطلقت قناة بي بي سي الإخبارية الناطقة باللغة العربية.

## التاريخ

### ولادة الإذاعة البريطانية 1920-1922
تم إجراء أول بث عام مباشر في بريطانيا من مصنع شركة Marconi's Wireless Telegraph في تشيلمسفورد في يونيو 1920، وقد رعت من قبل ديلي ميل ألفريد هارمسورث وظهرت السوبرانو الأسترالية الشهيرة السيدة نيلي ميلبا، استحوذ بث ميلبا على خيال الناس وشكل نقطة تحول في موقف الجمهور البريطاني من الراديو. ومع ذلك لم يتم مشاركة هذا الحماس العام في الأوساط الرسمية حيث تم إجراء مثل هذه البث للتدخل في الاتصالات العسكرية والمدنية المهمة، وبحلول أواخر عام 1920 كان الضغط من هذه الجهات وعدم الارتياح بين موظفي سلطة الترخيص، ومكتب البريد العام (GPO)، كافياً ليؤدي إلى حظر المزيد من إذاعات تشيلمسفورد.
بحلول عام 1922 تلقى GPO ما يقرب من 100 طلب ترخيص بث،  وتحرك لإلغاء حظره في أعقاب التماس من 63 جمعية لاسلكية تضم أكثر من 3000 عضو،  وحرصًا منه على تجنب نفس التوسع الفوضوي الذي شهدته الولايات المتحدة، اقترح GPO أنه سيصدر ترخيص بث واحد لشركة مملوكة بشكل مشترك من قبل مجموعة من الشركات المصنعة الرائدة لأجهزة الاستقبال اللاسلكية، والتي تُعرف باسم شركة الإذاعة البريطانية المحدودة. تم تعيين جون ريث وهو اسكتلندي كالفيني مديرًا عامًا لها في ديسمبر 1922 بعد أسابيع قليلة من قيام الشركة بأول بث رسمي لها. وكان إل ستانتون جيفريز أول مدير للموسيقى،  حيث كان من المقرر أن يتم تمويل الشركة من خلال إتاوات على بيع أجهزة استقبال لاسلكية من بي بي سي من الشركات المصنعة المحلية المعتمدة. وحتى يومنا هذا تهدف بي بي سي إلى اتباع توجيهات ريثيان «للإعلام والتثقيف والترفيه».

### من شركة خاصة إلى شركة خدمات عامة 1923-1926
سرعان ما ثبت أن الترتيبات المالية غير كافية، حيث كانت مبيعات المجموعة مخيبة للآمال عندما صنع الهواة أجهزة استقبال خاصة بهم، واشترى المستمعون مجموعات منافسة غير مرخصة،  وبحلول منتصف عام 1923 وصلت المناقشات بين GPO وBBC إلى طريق مسدود، وقام مدير البريد العام بتكليف لجنة سايكس بمراجعة البث. وأوصت اللجنة بإعادة تنظيم قصيرة الأجل لرسوم الترخيص مع تحسين الإنفاذ من أجل معالجة الضائقة المالية الفورية التي تتعرض لها هيئة الإذاعة البريطانية، وزيادة حصة عائدات الترخيص بينها وبين مكتب الملكية الفكرية. وكان من المقرر أن يتبع ذلك رسم ترخيص بسيط قدره 10 شلن بدون حقوق ملكية بمجرد انتهاء حماية الشركات المصنعة اللاسلكية. تم توضيح احتكار البث في بي بي سي طوال مدة ترخيص البث الحالي، كما حظرت الإعلانات، كما مُنعت هيئة الإذاعة البريطانية (BBC) من تقديم نشرات الأخبار قبل الساعة 19:00 وطُلب منها الحصول على جميع الأخبار من وكالات الأنباء الخارجية.
في منتصف عام 1925 وضع مستقبل البث قيد مزيد من الدراسة، وهذه المرة من قبل لجنة كروفورد. وحتى الآن قامت هيئة الإذاعة البريطانية (بي بي سي) تحت قيادة ريث بتكوين إجماع لصالح استمرار خدمة البث (الاحتكارية) الموحدة ولكن لا يزال هناك حاجة إلى المزيد من الأموال لتمويل التوسع السريع، وكان مصنعو اللاسلكي حريصين على الخروج من الاتحاد الخاسر مع حرص ريث على أن يُنظر إلى بي بي سي على أنها خدمة عامة وليست مؤسسة تجارية. تم نشر توصيات لجنة كروفورد في مارس من العام التالي وكانت لا تزال قيد الدراسة من قبل حزب العمال عندما اندلع الإضراب العام عام 1926 في مايو، حيث توقف الإضراب مؤقتًا عن إنتاج الصحف ومع إلغاء القيود على نشرات الأخبار أصبحت بي بي سي فجأة المصدر الرئيسي للأخبار طوال فترة الأزمة.
وضعت الأزمة بي بي سي في موقف حساس، فمن ناحية كان ريث مدركًا تمامًا أن الحكومة قد تمارس حقها في الاستيلاء على بي بي سي في أي وقت باعتبارها ناطقًا باسم الحكومة إذا خرجت بي بي سي عن الخط، ولكن من ناحية أخرى كان حريصًا على الحفاظ على ثقة الجمهور من خلال الظهور على أنها تتصرف بشكل مستقل، وكانت الحكومة منقسمة حول كيفية التعامل مع بي بي سي ولكن انتهى الأمر بالثقة في ريث التي عكست معارضتها للإضراب موقف رئيس الوزراء. وعلى الرغم من أن ونستون تشرشل على وجه الخصوص أراد أن يقود هيئة الإذاعة البريطانية «بي بي سي» لاستخدامها «لأفضل ميزة ممكنة» حيث كتب ريث أن حكومة ستانلي بالدوين أرادت أن تكون قادرة على القول «إنهم لم يستوليوا على بي بي سي لكنهم يعرفون ذلك يمكنهم الوثوق بنا ألا نكون محايدين حقًا». وهكذا مُنحت هيئة الإذاعة البريطانية مساحة كافية لمتابعة أهداف الحكومة إلى حد كبير بالطريقة التي تختارها، وأثارت التغطية الناتجة لوجهة نظر المهاجم والحكومة إعجاب الملايين من المستمعين الذين لم يكونوا على دراية بأن رئيس الوزراء قد بث إلى الأمة من منزل ريث باستخدام إحدى اللقطات الصوتية لريث التي تم إدخالها في اللحظة الأخيرة، أو أن هيئة الإذاعة البريطانية قد حظرت البث من حزب العمال وتأخر نداء السلام من قبل رئيس أساقفة كانتربري. وقد أطلق مؤيدو الإضراب على بي بي سي اسم BFC لشركة Falsehood البريطانية، وأعلن ريث بنفسه نهاية الإضراب الذي أشار إليه بتلاوة من «القدس» لبليك مشيرًا إلى أن إنجلترا قد أنقذت.
بينما تميل بي بي سي إلى وصف تغطيتها للإضراب العام من خلال التأكيد على الانطباع الإيجابي الذي خلقته تغطيتها المتوازنة لآراء الحكومة والمضربين، فقد وصف جان سيتون أستاذ تاريخ الإعلام والمؤرخ الرسمي في بي بي سي الحلقة بأنها الاختراع «الدعاية الحديثة في شكلها البريطاني». وجادل ريث بأن الثقة المكتسبة من خلال «الأخبار المحايدة الحقيقية» يمكن استخدامها بعد ذلك، حيث لم تكن الأخبار المحايدة بالضرورة غاية في حد ذاتها.
نجحت هيئة الإذاعة البريطانية في الخروج من الأزمة التي عززت جمهورًا وطنيًا لبثها وتبع ذلك قبول الحكومة للتوصية التي قدمتها لجنة كروفورد (1925-1926) باستبدال شركة الإذاعة البريطانية مؤسسة تجارية مرخصة من التاج البريطاني: هيئة الإذاعة البريطانية.

### من عام 1927 حتى عام 1939

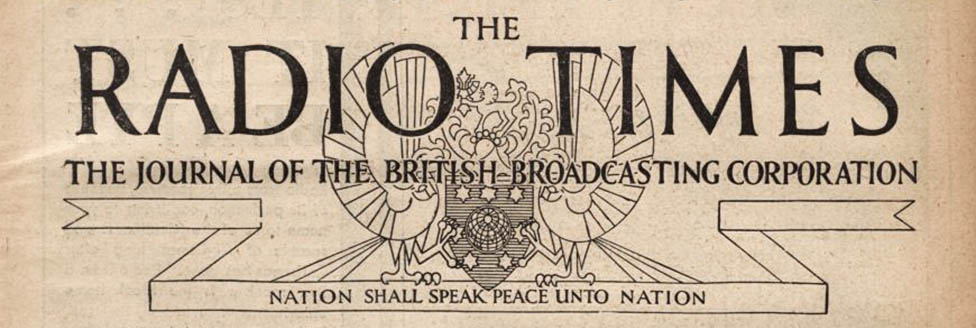
إعلان تسمية رئيسية من طبعة 25 ديسمبر 1931 لراديو تايمز بما في ذلك شعار هيئة الإذاعة البريطانية "الأمة سوف تتحدث بالسلام إلى الأمة"

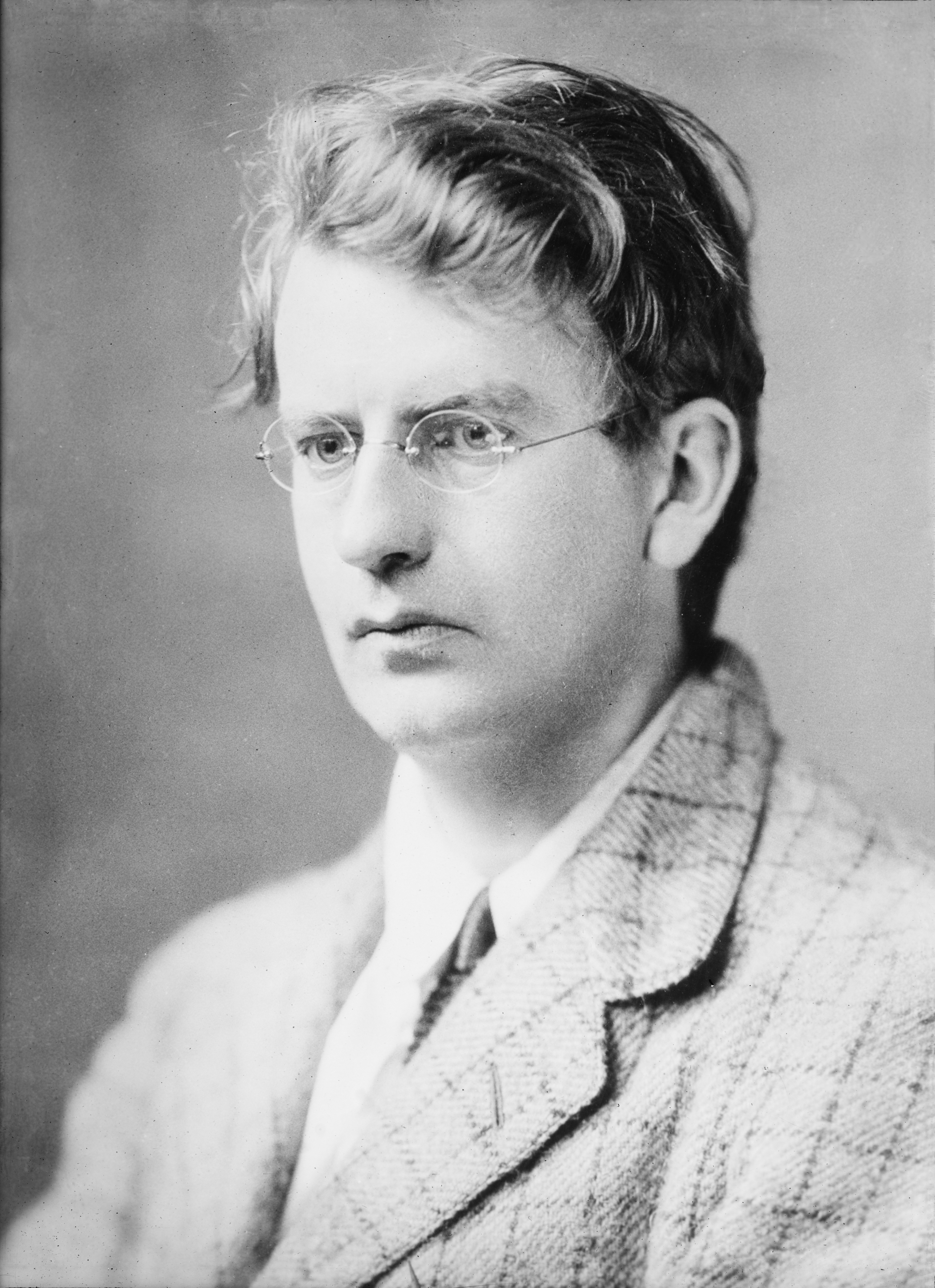
قام رائد التلفزيون جون لوجي بيرد (الذي يظهر هنا في عام 1917) ببث أول دراما تلفزيونية لهيئة الإذاعة البريطانية، الرجل ذو الزهرة في فمه في 14 يوليو 1930 وأول بث مباشر خارجي The Derby في 2 يونيو 1931.

ظهرت هيئة الإذاعة البريطانية في 1 يناير 1927 وعُين ريث - الذي حصل على لقب فارس حديثًا - أول مدير عام لها، ولتمثيل الغرض والقيم (المعلنة) تبنت الشركة الجديدة شعار النبالة بما في ذلك شعار «الأمة تتحدث بالسلام إلى الأمة».
لم يكن أمام جمهور الإذاعة البريطانية سوى القليل من الخيارات بصرف النظر عن البرامج الراقيه لهيئة الإذاعة البريطانية وقد كان هدف «كان ريث» وهو مسؤول تنفيذي أخلاقي مكثف بث «كل ما هو أفضل في كل قسم من المعرفة البشرية والسعي والإنجاز.. .. من الواضح أن الحفاظ على نبرة أخلاقية عالية أمر في غاية الأهمية».
نجح ريث في بناء جدار مرتفع ضد الراديو على الطريقة الأمريكية مجانًا للجميع كان الهدف فيه جذب أكبر عدد من الجماهير وبالتالي تأمين أكبر عائد من الإعلانات، لم تكن هناك إعلانات مدفوعة على بي بي سي؛ فجميع الإيرادات جاءت من ضريبة على مجموعات الاستلام. ومع ذلك فقد استمتع بها الجمهور رفيع المستوى. في الوقت الذي كانت فيه المحطات الأمريكية والأسترالية والكندية تجتذب جماهير ضخمة تهتف لفرقها المحلية من خلال بث لعبة البيسبول والرجبي والهوكي، شددت بي بي سي على الخدمة للجمهور الوطني وليس الجمهور الإقليمي. فقد تمت تغطية سباقات القوارب بشكل جيد إلى جانب التنس وسباق الخيل لكن هيئة الإذاعة البريطانية كانت مترددة في قضاء وقتها المحدود للغاية في مباريات كرة القدم أو الكريكيت الطويلة بغض النظر عن شعبيتها.

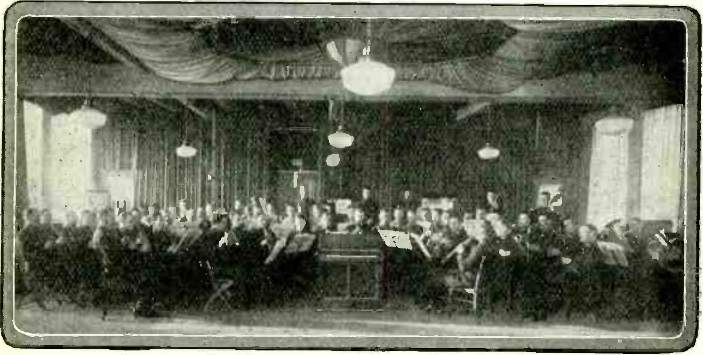
استوديو راديو بي بي سي في برمنغهام، من بي بي سي هاند بوك 1928 الذي وصفه بأنه "أكبر استوديو في أوروبا"

حدد جون ريث وبي بي سي بدعم من التاج الاحتياجات العالمية لشعب بريطانيا وبث المحتوى وفقًا لهذه المعايير المتصورة،  فقام ريث بمراقبة أي شيء شعر أنه سيكون ضارًا بشكل مباشر أو غير مباشر،  وأثناء سرد الوقت الذي قضاه مع بي بي سي في عام 1935 يدعي ريموند بوستجيت أن مذيعي بي بي سي قد أجبروا على تقديم مسودة للبث المحتمل للموافقة عليه، وكان من المتوقع أن يصمموا محتواهم لاستيعاب المتواضعين أو المسنين الذين يذهبون إلى الكنيسة أو أحد أعضاء رجال الدين.
حتى عام 1928 كان من المتوقع أن يتجنب الفنانون الذين يبثون على بي بي سي كل من المطربين و«المتحدثين» الاقتباسات التوراتية وانتحال الشخصيات والمراجع الكتابية والإشارات إلى المشروبات الكحولية أو الحظر في أمريكا والأمور المبتذلة والمشكوك فيها والتلميحات السياسية. وقد استبعدت بي بي سي الموسيقى والموسيقيين الأجانب المشهورين من برامجها بينما روجت للبدائل البريطانية. وفي 5 مارس 1928 حافظ رئيس الوزراء ستانلي بالدوين على الرقابة على الآراء التحريرية في السياسة العامة لكنه سمح لهيئة الإذاعة البريطانية بمعالجة مسائل الخلاف الديني والسياسي والصناعي. وقد انتقد أعضاء البرلمان بما في ذلك ونستون تشرشل، وديفيد لويد جورج، والسير أوستن تشامبرلين، «سلسلة الحوارات» السياسية الناتجة والتي صممت لإعلام إنجلترا بالقضايا السياسية. حيث أدعى الذين عارضوا هذه المحادثات أنهم يسكتون آراء أعضاء البرلمان الذين لم يتم ترشيحهم من قبل قادة الحزب أو السياط، وبالتالي خنق الآراء المستقلة وغير الرسمية، وفي أكتوبر 1932 سار رجال شرطة اتحاد شرطة العاصمة احتجاجًا على اقتراح خفض الأجور، وفرضت هيئة الإذاعة البريطانية رقابة على تغطيتها للأحداث خوفًا من المعارضة داخل قوات الشرطة والدعم العام للحركة واكتفت ببث بيانات رسمية من الحكومة.
طوال ثلاثينيات القرن الماضي كانت هيئة الإذاعة البريطانية تراقب البث السياسي عن كثب،  ففي عام 1935 فرضت هيئة الإذاعة البريطانية رقابة على بث أوزوالد موسلي وهاري بوليت،  وكان موسلي زعيمًا لاتحاد الفاشيين البريطاني وكان بوليت زعيمًا للحزب الشيوعي لبريطانيا العظمى وقد تم التعاقد معهم لتقديم سلسلة من خمسة برامج إذاعية عن سياسات حزبهم. حيث قامت هيئة الإذاعة البريطانية (بي بي سي) بالاشتراك مع وزارة الخارجية البريطانية بتعليق هذه السلسلة لأول مرة وإلغائها في النهاية دون إخطار الجمهور.
واجه السياسيون الأقل تطرفاً رقابة مماثلة، ففي عام 1938 اقترح ونستون تشرشل سلسلة من المحادثات المتعلقة بالسياسة والشؤون الداخلية والخارجية البريطانية، لكنه خضع للرقابة بالمثل وكانت الرقابة على الخطاب السياسي من قبل هيئة الإذاعة البريطانية بمثابة مقدمة للإغلاق التام للجدل السياسي الذي تجلى في موجات البث الإذاعي للبي بي سي في زمن الحرب. وأكدت وزارة الخارجية أن الجمهور يجب ألا يكون على دراية بدورهم في الرقابة. من عام 1935 إلى عام 1939 حاولت هيئة الإذاعة البريطانية أيضًا توحيد موجات الراديو للإمبراطورية البريطانية، وإرسال موظفين إلى مصر وفلسطين ونيوفاوندلاند وجامايكا والهند وكندا وجنوب إفريقيا. وقد زار ريث جنوب إفريقيا شخصيًا، وقام بالضغط من أجل البرامج الإذاعية التي تديرها الدولة والتي قبلها برلمان جنوب إفريقيا في عام 193، وقد تم تبني برنامج مماثل في كندا من خلال التعاون مع مراكز البث التي تديرها الدولة، وترك ريث إرثًا من التأثير الثقافي عبر إمبراطورية بريطانيا العظمى مع مغادرته المؤسسة في عام 1938.
بدأ البث التلفزيوني التجريبي في عام 1929 باستخدام نظام كهروميكانيكي مكون من 30 خطًا طوره جون لوجي بيرد. بدأت عمليات البث المنتظمة المحدودة باستخدام هذا النظام في عام 1934 وبدأت خدمة موسعة (تسمى الآن خدمة تلفزيون بي بي سي) من الكسندرا بالاس في نوفمبر 1936 بالتناوب بين نظام Baird الميكانيكي 240 خطًا ونظام 405 خطًا إلكترونيًا Marconi-EMI. أدى تفوق النظام الإلكتروني إلى انخفاض النظام الميكانيكي في وقت مبكر من العام التالي.

#### بي بي سي مقابل وسائل الإعلام الأخرى

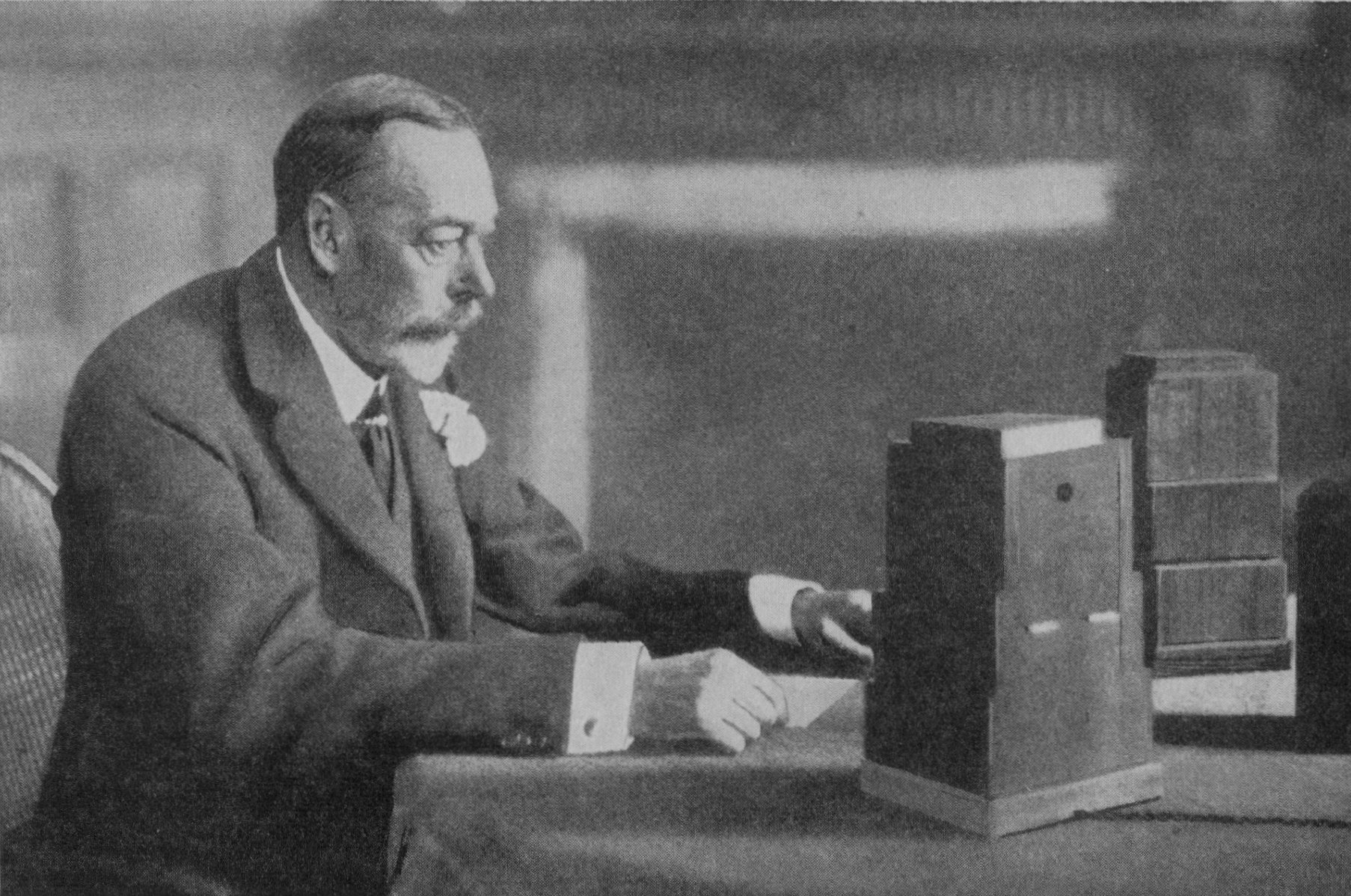
الملك جورج الخامس يعطي عام 1934 رسالة عيد الميلاد الملكية على راديو بي بي سي، عادة ما تؤرخ الرسالة السنوية الأحداث الرئيسية لهذا العام.

أثار نجاح البث العداوات بين هيئة الإذاعة البريطانية ووسائل الإعلام المعروفة مثل المسارح وقاعات الحفلات الموسيقية وصناعة التسجيلات، وبحلول عام 1929 اشتكت هيئة الإذاعة البريطانية من أن وكلاء العديد من الكوميديين رفضوا توقيع عقود البث، لأنهم يخشون أن تضر بالفنان «بجعل مواده قديمة» وأن ذلك «يقلل من قيمة الفنان كممثل ظاهر في قاعة الموسيقى» ومن ناحية أخرى أبدت بي بي سي «اهتماما كبيرا» بالتعاون مع شركات التسجيل التي «في السنوات الأخيرة ... لم تكن بطيئًا في تسجيل المطربين والأوركسترا وفرق الرقص، وما إلى ذلك، الذين أثبتوا بالفعل قدرتهم على تحقيق الشعبية عن طريق اللاسلكي.»
كانت المسرحيات الإذاعية شائعة جدًا لدرجة أن هيئة الإذاعة البريطانية قد تلقت 6000 مخطوطة بحلول عام 1929 معظمها مكتوب على المسرح وقليل منها قيمة للبث،  في ثلاثينيات القرن الماضي حظيت عمليات البث الموسيقية أيضًا بشعبية كبيرة على سبيل المثال بث الموسيقي الودية والواسعة النطاق في قاعة سانت جورج لانغهام بليس من قبل ريجينالد فور الذي شغل الدور الرسمي لعازف مسرح بي بي سي للموظفين من عام 1936 إلى عام 1938؛ واصل فور العمل في هيئة الإذاعة البريطانية (BBC) كمستقل في الأربعينيات من القرن الماضي وتمتع بمتابعة على مستوى البلاد.

### الحرب العالمية الثانية

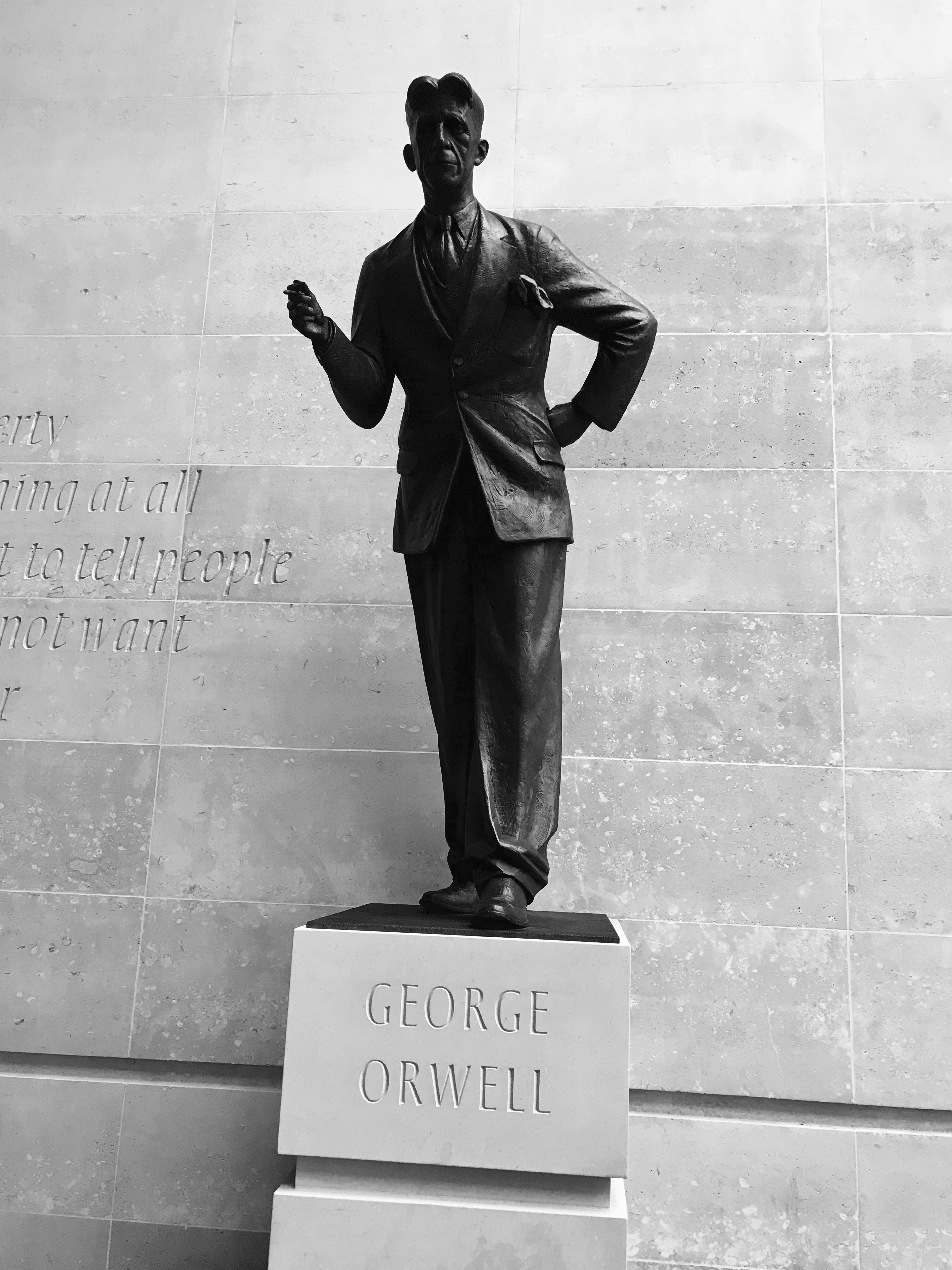
تمثال جورج أورويل خارج دار الإذاعة، مقر بي بي سي. دفاعًا عن حرية التعبير في مجتمع مفتوح، تم نقش الجدار خلف التمثال بعبارة «إذا كانت الحرية تعني أي شيء على الإطلاق، فهذا يعني الحق في إخبار الناس بما لا يريدون سماعه»، كلمات من جورج أورويل مقدمة مقترحة لمزرعة الحيوانات.

تم تعليق البث التلفزيوني خلال الحرب العالمية الثانية من 1 سبتمبر 1939 إلى 7 يونيو 1946 وترك الأمر لمذيعي راديو بي بي سي مثل ريجينالد فورت للحفاظ على معنويات الأمة، حيث نقلت بي بي سي الكثير من عملياتها الإذاعية من لندن إلى بريستول ثم إلى بيدفورد، وتم بث الحفلات الموسيقية من بورصة الذرة؛ وكنيسة الثالوث في كنيسة القديس بولس، وقد كان بيدفورد هو الاستوديو للخدمة اليومية من عام 1941 إلى عام 1945، وفي أحلك أيام الحرب في عام 1941 جاء رئيس أساقفة كانتربري ويورك إلى سانت بول لبث يوم الصلاة الوطني إلى المملكة المتحدة وجميع أجزاء العالم، وكان من بين موظفي بي بي سي أثناء الحرب جورج أورويل الذي أمضى عامين مع المذيعين.
ألقىونستون تشرشل 33 خطابًا رئيسيًا خلال دوره كرئيس للوزراء خلال الحرب العالمية الثانية عبر الراديو وقد نقلت جميعها عبر هيئة الإذاعة البريطانية في المملكة المتحدة،  وفي 18 يونيو 1940 ألقى الجنرال الفرنسي شارل ديغول خطابًا عبر إذاعة لندن الفرانسية حث فيه الشعب الفرنسي على عدم الاستسلام للنازيين.
في عام 1938 صمم جون ريث والحكومة البريطانية وتحديداً وزارة الإعلام التي أُنشئت للحرب العالمية الثانية جهازًا رقابيًا لحتمية الحرب. ونظرًا للتطورات التي حققتها هيئة الإذاعة البريطانية (BBC) في مجال تكنولوجيا الراديو على الموجات القصيرة، تمكنت الشركة من البث عبر العالم خلال الحرب العالمية الثانية،  وجمعت خدمة بي بي سي الأوروبية داخل أوروبا المعلومات الاستخبارية والمعلومات المتعلقة بالأحداث الجارية للحرب باللغة الإنجليزية،  وقام عمال البي بي سي الإقليميون بناءً على مناخهم الجغرافي السياسي الإقليمي بمزيد من الرقابة على المواد التي سيغطيها بثهم. فيما لم تتم إضافة أي شيء خارج العناصر الإخبارية المحددة مسبقًا، فعلى سبيل المثال تم فرض رقابة شديدة على خدمة بي بي سي البولندية بسبب مخاوف من تعريض العلاقات مع الاتحاد السوفيتي للخطر حيث لم يتم تضمين المواضيع المثيرة للجدل مثل الحدود البولندية والسوفيتية المتنازع عليها وترحيل المواطنين البولنديين، واعتقال أعضاء الجيش البولندي الداخلي ومذبحة كاتين.
تم بث البث الإذاعي الأمريكي عبر أوروبا على قنوات بي بي سي، حيث تم تمرير هذه المواد أيضًا عبر مكتب الرقابة في بي بي سي، الذي يراقب ويحرر التغطية الأمريكية للشؤون البريطانية، وبحلول عام 1940 تم حظر موسيقى الملحنين من الدول المعادية عبر جميع إذاعات البي بي سي وإجمالاً تم فرض الرقابة على 99 ألمانيًا و38 نمساوي و38 ملحنًا إيطاليًا، وقالت هيئة الإذاعة البريطانية (بي بي سي) إنه سيغضب المستمعون عند السماع إلى لغات الأعداء الإيطالية والألمانية. ولم يسمح بتواجد أي مذيع محتمل قيل أنه لديه أيديولوجيات سلمية أو شيوعية أو فاشية في أثير بي بي سي.

### في وقت لاحق من القرن العشرين

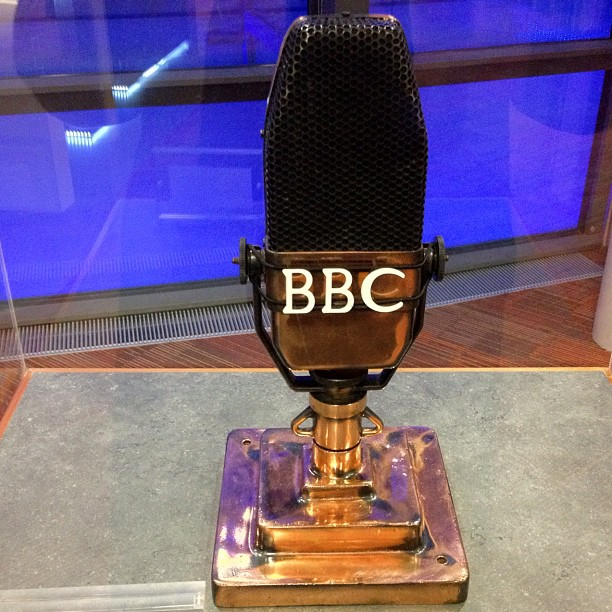
تم إنتاج ميكروفون BBC-Marconi Type A بين عامي 1934 و1959، وقد تم وصفه بأنه رمز أيقوني لـ BBC جنبًا إلى جنب مع الشعار الأكثر شهرة للقناة، وهو الكرة الأرضية الدوارة، والذي تم تقديمه في عام 1963.

كانت هناك أسطورة حضرية تم الإبلاغ عنها على نطاق واسع مفادها أنه عند استئناف خدمة تلفزيون بي بي سي بعد الحرب، بدأت المذيعة ليزلي ميتشل بالقول «كما كنت أقول من قبل، تمت مقاطعتنا بوقاحة..» وفي الواقع كان أول شخص ظهر عند استئناف الإرسال هو ياسمين بليغ والكلمات التي قيلت هي «مساء الخير للجميع. كيف حالك؟ هل تتذكرني ياسمين بليغ. .. ؟»  وقد تم تشكيل اتحاد البث الأوروبي في 12 فبراير 1950 في توركواي مع هيئة الإذاعة البريطانية من بين 23 مؤسسة إذاعية.
تم تقديم المنافسة إلى بي بي سي في عام 1955 مع تأسيس شبكة التلفزيون التجارية المستقلة آي تي في ومع ذلك فقد استمر احتكار BBC للخدمات الإذاعية حتى 8 أكتوبر 1973 عندما كانت تحت سيطرة هيئة الإذاعة المستقلة التي أعيدت تسميتها حديثًا (IBA)، وهي أول محطة إذاعية محلية مستقلة في المملكة المتحدة، ظهرت LBC على الهواء في منطقة لندن، ونتيجة لتقرير لجنة بيلكنجتون لعام 1962 الذي تم فيه الإشادة بهيئة الإذاعة البريطانية لجودة ونطاق إنتاجها تعرضت قناة ITV لانتقادات شديدة لعدم تقديمها برامج ذات جودة كافية،  وتم اتخاذ القرار بمنح هيئة الإذاعة البريطانية BBC قناة تلفزيونية ثانية، بي بي سي تو، وفي عام 1964 أعادت تسمية الخدمة الحالية بي بي سي الأولى، وقد استخدمت BBC2 معيار خط 625 عالي الدقة والذي تم توحيده في جميع أنحاء أوروبا، بدأت BBC2 الث بالألوان من 1 يوليو 196، وانضم إليها BBC1 وITV في 15 نوفمبر 1969، وقد استمر إرسال BBC1 (و ITV) عبر خط تردد عالي جدا 405 لتوافقه مع أجهزة استقبال التلفزيون الأقدم حتى عام 1985.

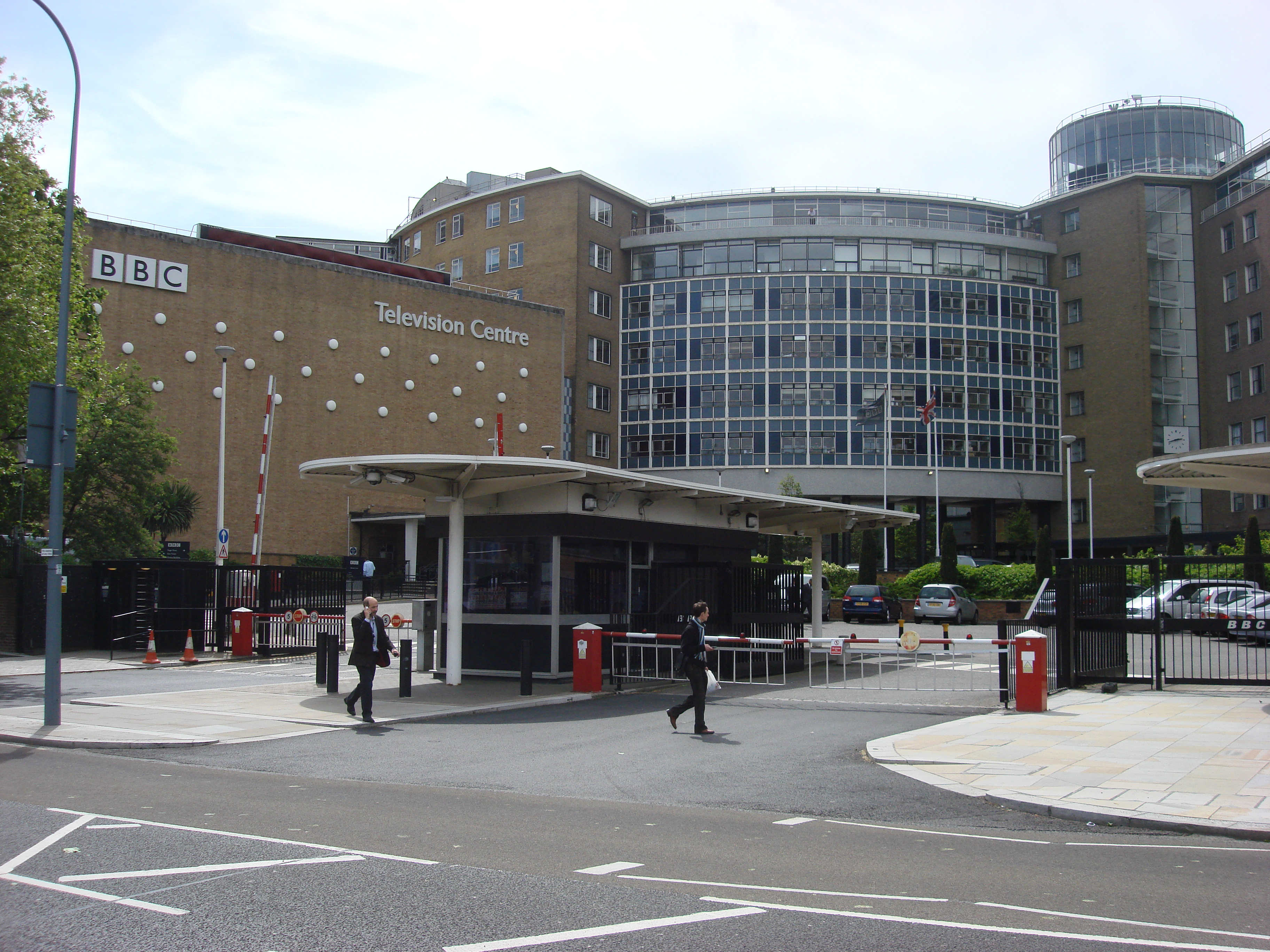
مركز تلفزيون بي بي سي في وايت سيتي، غرب لندن، والذي افتتح في عام 1960 وأغلق في عام 2013

ابتداءً من عام 1964 ظهرت سلسلة من المحطات الإذاعية المقرصنة (بدءًا من راديو كارولين) على الهواء وأجبرت الحكومة البريطانية أخيرًا على تنظيم خدمات الراديو للسماح بالخدمات الممولة من الإعلانات على المستوى الوطني. وردا على ذلك أعادت هيئة الإذاعة البريطانية تنظيم قنواتها الإذاعية وإعادة تسميتها. ففي 30 سبتمبر 1967 تم تقسيم برنامج Light إلى راديو 1 يقدم الموسيقى «الشعبية» المستمرة وراديو 2 أكثر «الاستماع السهل». وأصبح البرنامج «الثالث» هو راديو 3 الذي يقدم الموسيقى الكلاسيكية والبرامج الثقافية، وأصبحت Home Service راديو 4 الذي يقدم الأخبار والمحتوى غير الموسيقي مثل عروض المسابقات والقراءات والمسرحيات والمسرحيات. بالإضافة إلى القنوات الوطنية الأربع، تم إنشاء سلسلة من محطات إذاعة بي بي سي المحلية في عام 1967 بما في ذلك راديو لندن،  وفي عام 1969 تم تشكيل قسم BBC Enterprises لاستغلال ماركات وبرامج بي بي سي للمنتجات العرضية التجارية. في عام 1979 أصبحت شركة محدودة مملوكة بالكامل BBC Enterprises Ltd.
في عام 1974 تم تقديم خدمة النص التليفزيوني التابعة لهيئة الإذاعة البريطانية سيفاكس، والتي تم إنشاؤها في البداية لتوفير الترجمة ولكنها تطورت إلى خدمة الأخبار والمعلومات. في عام 1978 بدأ موظفو البي بي سي إضرابًا عن العمل قبل عيد الميلاد في ذلك العام مباشرة، مما أدى إلى منع بث كلتا القناتين ودمج جميع محطات الراديو الأربع في محطة واحدة. ومنذ تحرير سوق التلفزيون والإذاعة في المملكة المتحدة في الثمانينيات، واجهت هيئة الإذاعة البريطانية (BBC) منافسة متزايدة من القطاع التجاري (ومن قناة البث العامة للخدمة العامة التي يمولها المعلنون القناة الرابعة)، لا سيما على القنوات الفضائية والتلفزيون الكبلي وخدمات التلفزيون الرقمي.
في أواخر الثمانينيات من القرن الماضي بدأت هيئة الإذاعة البريطانية عملية سحب الاستثمارات من خلال تفكيك وبيع أجزاء من منظمتها. وفي عام 1988 باعت مكتبة Hulton Press وهو أرشيف للصور الفوتوغرافية حصلت عليه هيئة الإذاعة البريطانية من مجلة Picture Post في عام 1957. حيث تم بيع الأرشيف إلى Brian Deutsch وهو الآن مملوك لشركة صور غيتي،  وخلال التسعينيات استمرت هذه العملية مع فصل بعض الأذرع التشغيلية للشركة إلى شركات فرعية مستقلة ولكنها مملوكة بالكامل لهيئة الإذاعة البريطانية، بهدف توليد إيرادات إضافية لصنع البرامج. وأُعيد تنظيم BBC Enterprises وأعيد إطلاقه في عام 1995 باسم BBC Worldwide Ltd. وفي عام 1998 تم نسج استوديوهات BBC، البث الخارجي، ما بعد الإنتاج، التصميم، الأزياء والشعر المستعار إلى BBC Resources Ltd.
لعب قسم أبحاث بي بي سي دورًا رئيسيًا في تطوير تقنيات البث والتسجيل، حيث كانت هيئة الإذاعة البريطانية (BBC) مسؤولة أيضًا عن تطوير معيار ستيريو تعدد الإرسال الصوتي الفوري القريب. وفي العقود الأخيرة تم إطلاق عدد من القنوات والمحطات الإذاعية الإضافية: حيث تم إطلاق راديو 5 في عام 1990 كمحطة رياضية وتعليمية ولكن تم استبداله في عام 1994 براديو 5 لايف ليصبح محطة إذاعية حية، وخدمة راديو 4 لتغطية حرب الخليج عام 1991 وبعد الحر كانت المحطة الجديدة محطة أخبار ورياضة. وفي عام 1997 تم إطلاق قناة BBC News 24 وهي قناة إخبارية متداولة على خدمات التلفزيون الرقمي وفي العام التالي أطلقت BBC Choice كثالث قناة ترفيهية عامة من BBC. كما اشترت بي بي سي القناة البرلمانية والتي أعيدت تسميتها ببرلمان بي بي سي. وفي عام 1999 أطلقت BBC Knowledge كقناة وسائط متعددة، مع توفير الخدمات على خدمة النص التليفزيوني الرقمي التي تم إطلاقها حديثًا من BBC، وعلى موقع بي بي سي عبر الإنترنت كان للقناة هدف تعليمي تم تعديله لاحقًا في حياتها لتقديم أفلام وثائقية.

### 2000 إلى 2011
في عام 2002 أعيد تنظيم العديد من القنوات التلفزيونية والإذاعية. فقد تم استبدال BBC Knowledge بـ بي بي سي فور وأصبحت قناة الفنون والأفلام الوثائقية التابعة لـ BBC، وتم تقسيم سي بي بي سي التي كانت سلسلة برامج مثل BBC للأطفال منذ عام 1985 إلى CBBC وCBeebies للأطفال الصغار مع حصول كلتا الخدمتين الجديدتين على قناة رقمية: قناة CBBC وقناة CBeebies، وتم إنشاء محطات راديو رقمية جديدة: 1Xtra و6 Music وBBC7. حيث كانت BBC 1Xtra محطة شقيقة لراديو 1 ومتخصصة في الموسيقى السوداء الحديثة، وBBC 6 Music متخصصة في أنواع الموسيقى البديلة وBBC7 المتخصصة في الأرشفة والخطاب وبرمجة الأطفال.

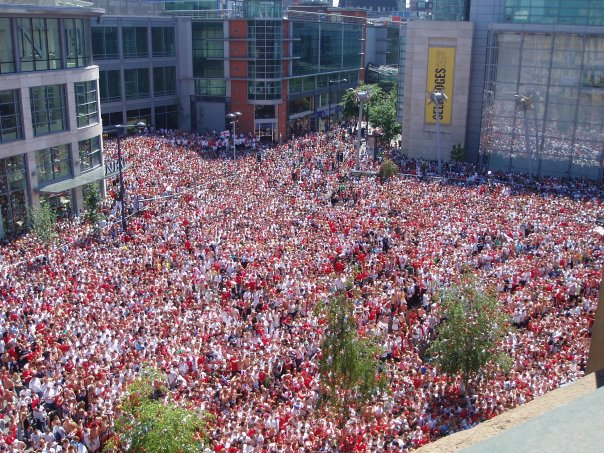
مشجعو إنجلترا في مانشستر خلال مباراة في كأس العالم لكرة القدم 2006 تظهر على شاشة بي بي سي الكبيرة

في عام 2003 تم استبدال BBC Choice بـ بي بي سي ثري مع البرمجة للبالغين الأصغر سنًا والأفلام الوثائقية الواقعية المروعة، وفي 2008 أصبحت BBC News 24 قناة BBC News وتبدلت BBC Radio 7 إلى BBC Radio 4 Extra في عام 2011 مع برامج جديدة لتكملة تلك التي تبث على راديو 4 في عام 2008 وتم إطلاق قناة أخرى بي بي سي آلبا وهي خدمة غيلية اسكتلندية.
خلال هذا العقد بدأت الشركة في بيع عدد من أقسامها التشغيلية لأصحاب القطاع الخاص، حيث تم إنشاء BBC Broadcast كشركة منفصلة في عام 2002  وفي عام 2005 تم بيعها إلى مجموعة Macquarie Capital Alliance ومقرها الأسترالي Macquarie Bank Limited وRed Bee Media.
تم دمج تكنولوجيا المعلومات والاتصالات الهاتفية وتقنية البث في بي بي سي معًا باسم BBC Technology Ltd في عام 2001 وتم بيع القسم لاحقًا إلى شركة Siemens IT Solutions and Services (SIS) الألمانية. تم شراء SIS لاحقًا من شركة Siemens من قبل شركة أتوس الفرنسية. وشملت عمليات التجريد الأخرى كتب بي بي سي التي بيعت إلى راندوم هاوس في عام 2006؛  وبيعت BBC Outside Broadcasts Ltd في 2008 لخدمات معلومات الأقمار الصناعية؛  الأزياء والشعر المستعار (تم بيع المخزون في عام 2008 إلى Angels The Costumiers)؛  وبيعت BBC Magazines لشركة Immediate Media Company في 2011،  وبعد بيع OBs والأزياء تمت إعادة تنظيم ما تبقى من موارد BBC لتصبح BBC Studios وPost Production والتي تستمر حتى اليوم كشركة فرعية مملوكة بالكامل لـ BBC.
على عكس الإدارات الأخرى في بي بي سي تم تمويل خدمة بي بي سي العالمية من قبل وزارة الخارجية والكومنولث المعروفة أكثر باسم وزارة الخارجية وهي الإدارة الحكومية البريطانية المسؤولة عن تعزيز مصالح المملكة المتحدة في الخارج.

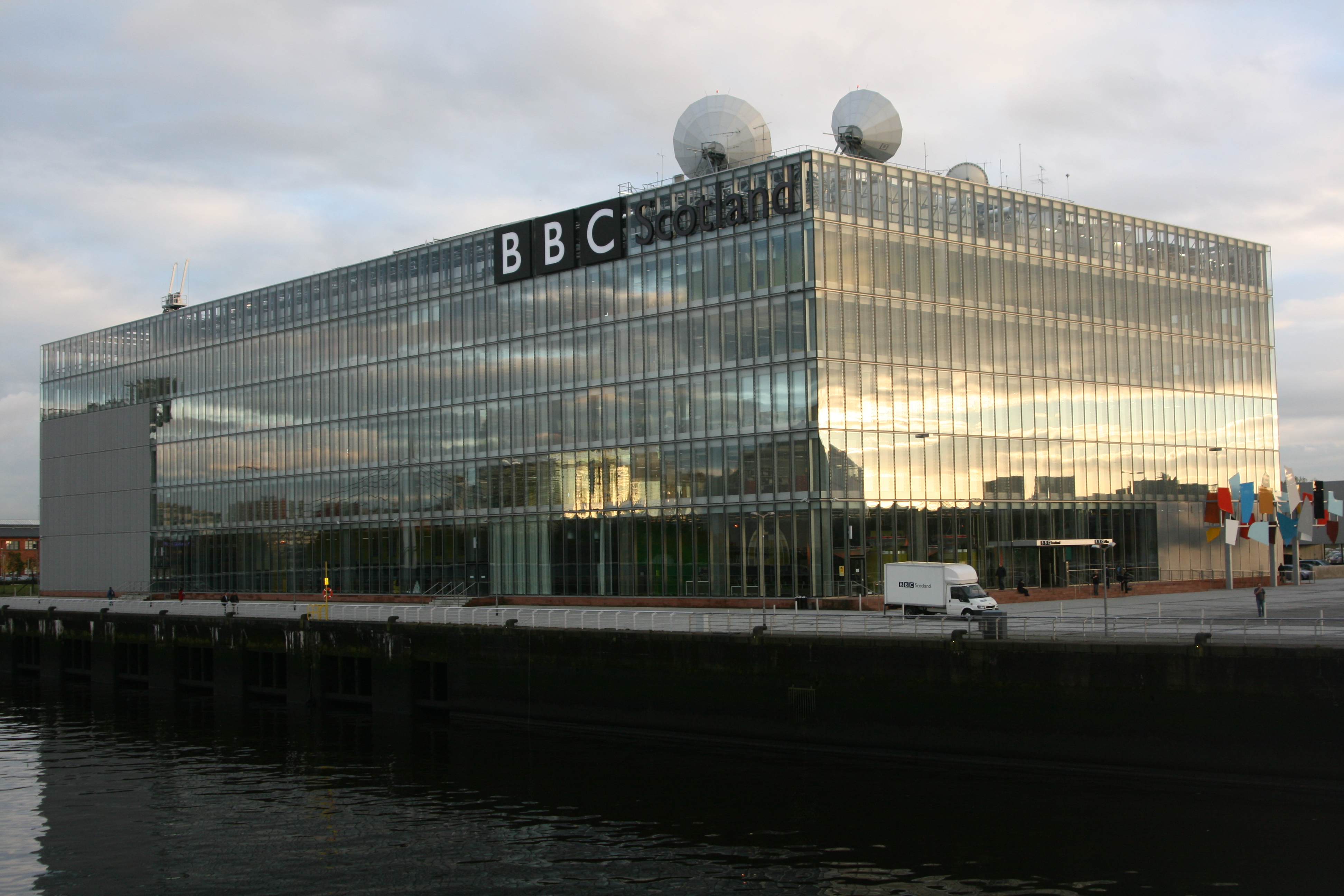
بي بي سي باسيفيك كواي في غلاسكو، والذي تم افتتاحه في عام 2007

في عام 2006 تم إطلاق بي بي سي عالية الدقة كخدمة تجريبية وأصبحت رسمية في ديسمبر 2007، حيث تبث القناة بثًا متزامنًا عالي الدقة للبرامج على بي بي سي الأولى وبي بي سي تو وبي بي سي ثري وبي بي سي فور بالإضافة إلى تكرار بعض البرامج القديمة بدقة HD. وفي عام 2010 تم إطلاق بث متزامن عالي الدقة لـ BBC One: بي بي سي الأولى، حيث تستخدم القناة نسخًا عالية الدقة من جدول بي بي سي وان وتستخدم إصدارات مطورة من البرامج التي لا يتم إنتاجها حاليًا بدقة عالية. تم إغلاق قناة BBC HD في مارس 2013 واستبدلت بـ BBC2 HD في نفس الشهر.
في 18 أكتوبر 2007 أعلن المدير العام لهيئة الإذاعة البريطانية مارك طومسون عن خطة مثيرة للجدل لإجراء تخفيضات كبيرة وتقليل حجم هيئة الإذاعة البريطانية كمنظمة، وتضمنت الخطط خفض عدد الوظائف بمقدار 2500 وظيفة. بما في ذلك 1,800 وظيفة فائضة عن الحاجة وتم دمج العمليات الإخبارية وتقليل إنتاج البرامج بنسبة 10٪ وتم بيع مبنى مركز التلفزيون الرائد في لندن. وقد عارضت النقابات بشدة هذه الخطط وهددت بسلسلة من الإضرابات إلا أن بي بي سي ذكرت أن ذلك الأمر ضروري لدفع المنظمة إلى الأمام والتركيز على زيادة جودة البرمجة.
في 20 أكتوبر 2010 أعلن وزير الخزانة جورج أوزبورن أنه سيتم تجميد رسوم ترخيص التلفزيون عند مستواها الحالي حتى نهاية الميثاق الحالي في عام 2016، وكشف الإعلان نفسه أن بي بي سي تأخذ التكلفة الكاملة لتشغيل الخدمة العالمية لبي بي سي ورصد بي بي سي الخدمة من وزارة الخارجية والكومنولث وبتمويل جزئي من القناة الويلزية S4C.

### 2011 إلى الوقت الحاضر

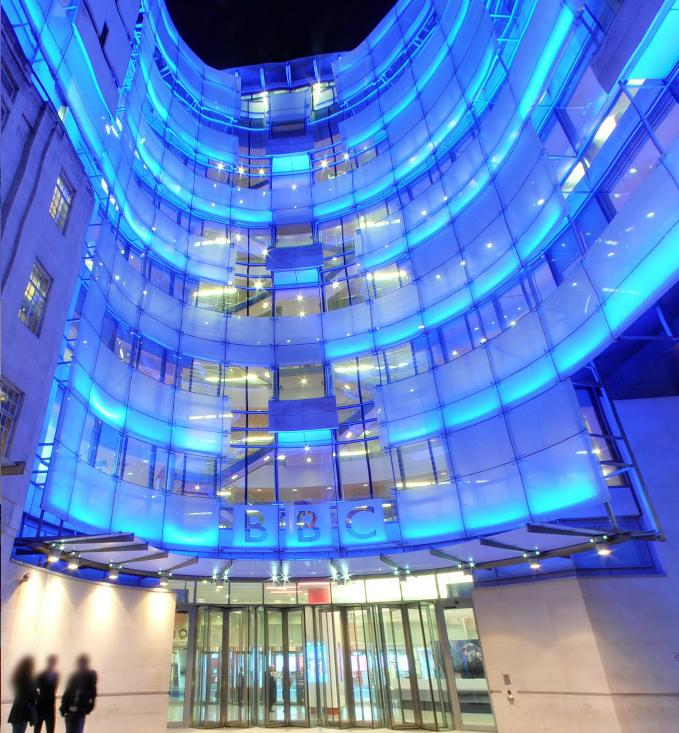
تم الانتهاء من الامتداد الجديد لـ BBC Broadcasting House في عام 2012

تم الإعلان عن مزيد من التخفيضات في 6 أكتوبر 2011 حتى تتمكن بي بي سي من الوصول إلى تخفيض إجمالي في ميزانيتها بنسبة 20٪ بعد تجميد رسوم الترخيص في أكتوبر 2010، والتي تضمنت خفض عدد الموظفين بمقدار 2000 موظف وإرسال 1000 آخرين إلى تطوير MediaCityUK في سالفورد، مع انتقال BBC Three عبر الإنترنت فقط في عام 2016، وتم تقليل مشاركة المزيد من البرامج بين المحطات والقنوات، ومشاركة نشرات الأخبار الإذاعية، والمزيد من التكرارات في الجداول الزمنية، بما في ذلك قناة BBC Two بأكملها خلال النهار وتقليل بعض البرامج الأصلية.
تم إغلاق بي بي سي عالية الدقة في 26 مارس 2013 واستبدالها ببث متزامن عالي الدقة من BBC Two؛ ومع ذلك سيتم الاحتفاظ بالبرامج الرئيسية والقنوات الأخرى والتمويل الكامل لـ سي بي بي سي وCBeebies. وقد تم بيع العديد من مرافق BBC بما في ذلك New Broadcasting House on Oxford Road في مانشستر، وتم نقل العديد من الأقسام الرئيسية إلى Broadcasting House في وسط لندن وMediaCityUK في سالفورد خاصة منذ إغلاق BBC Television Center في مارس 2013. وفي 16 فبراير 2016 تم إيقاف خدمة بي بي سي ثري التلفزيونية واستبدالها بمنفذ رقمي يحمل نفس الاسم واستهدفت جمهورها من الشباب من خلال سلسلة الويب ومحتويات أخرى.
بموجب الميثاق الملكي الجديد الصادر عام 2017 يجب على الشركة نشر تقرير سنوي إلى أوفكوم يحدد خططها والتزامات الخدمة العامة للعام المقبل. وفي تقرير 2017-18 الذي صدر في يوليو 2017 أعلنت هيئة الإذاعة البريطانية عن خطط لـ «إعادة ابتكار» إنتاجها لمنافسة خدمات البث التجارية مثل نتفليكس بشكل أفضل، وقد تضمنت هذه الخطط زيادة تنوع محتواها على التلفزيون والراديو وزيادة كبيرة في الاستثمارات نحو المحتوى الرقمي للأطفال وخطط للقيام باستثمارات أكبر في ويلز واسكتلندا وأيرلندا الشمالية «للارتقاء إلى مستوى التحدي المتمثل في التفكير بشكل أفضل وتمثيل تغيير المملكة المتحدة.» 

## الحوكمة وهيكل الشركة
بي بي سي هي شركة قانونية مستقلة عن التدخل الحكومي المباشر حيث يشرف مجلس إدارة بي بي سي على أنشطتها اعتبارًا من أبريل 2017 وينظمها أوفكوم. رئيس مجلس الإدارة هو السير ديفيد كليمنتي.

### الميثاق
تعمل بي بي سي بموجب ميثاق ملكي. حيث دخل الميثاق الحالي حيز التنفيذ في 1 يناير 2017 وسيستمر حتى 31 ديسمبر 2026. ألغى ميثاق 2017 «بي بي سي ترست» واستبدلها بالتنظيم الخارجي من قبل أوفكوم، وبموجب الميثاق الملكي يجب على بي بي سي الحصول على ترخيص من وزير الداخلية،  وهذا الترخيص مصحوب باتفاقية تحدد الشروط والأحكام التي بموجبها يُسمح لبي بي سي بالبث.

### مجلس بي بي سي
تم تشكيل «مجلس إدارة بي بي سي» في أبريل 2017، وقد حل محل الهيئة الإدارية السابقة هيئة الإذاعة البريطانية التي حلت في حد ذاتها محل مجلس المحافظين في عام 2007، ويضع مجلس الإدارة إستراتيجية الشركة ويقيم أداء المجلس التنفيذي لهيئة الإذاعة البريطانية في تقديم خدمات بي بي سي ويعين المدير العام. أصبحت مسؤولية تنظيم البي بي سي الآن على عاتق Ofcom.
يتكون مجلس الإدارة من الأعضاء التالية أسماؤهم.
| اسم                                                  | موضع                             |
| ---------------------------------------------------- | -------------------------------- |
| السير ديفيد كليمنتي                                  | رئيس                             |
| تيم ديفي                                             | مدير عام هيئة الإذاعة البريطانية |
| السير نيكولاس سيروتا                                 | مدير أول مستقل                   |
| سيمون بيرك                                           | مدير غير تنفيذي                  |
| البارونة تاني جراي طومسون                            | مدير غير تنفيذي                  |
| إيان هارجريفز                                        | مدير غير تنفيذي                  |
| توم إيلوبي                                           | مدير غير تنفيذي                  |
| شيرلي جارود                                          | مدير غير تنفيذي                  |
| ستيف موريسون                                         | عضو عن اسكتلندا                  |
| الدكتور اشلي ستيل                                    | عضو عن إنجلترا                   |
| دام إيلان كلوس ستيفنز                                | عضو عن ويلز                      |
| كين ماكواري                                          | مدير الأمم والأقاليم             |
| فرانشيسكا أنسوورث                                    | مدير الأخبار والشؤون الجارية     |
| يتم تعيينه من قبل السلطة التنفيذية لأيرلندا الشمالية | عضو عن أيرلندا الشمالية          |

### اللجنة التنفيذية
اللجنة التنفيذية هي المسؤولة عن العمليات اليومية للبث، وتتألف اللجنة من كبار المديرين في هيئة الإذاعة البريطانية وتجتمع مرة واحدة شهريًا وتكون مسؤولة عن الإدارة التشغيلية وتقديم الخدمات في إطار يحدده مجلس الإدارة ويرأسها المدير العام تيم ديفي وهو الرئيس التنفيذي ورئيس التحرير من 1994.
| اسم              | موضع                                 |
| ---------------- | ------------------------------------ |
| تيم ديفي         | المدير العام (رئيس اللجنة التنفيذية) |
| كيريس برايت      | رئيس قسم العملاء                     |
| توم فوسيل        | الرئيس التنفيذي لشركة BBC Studios    |
| جلين إيشيروود    | الرئيس التنفيذي للعمليات             |
| كين ماكواري      | مدير الأمم والأقاليم                 |
| شارلوت مور       | مدير المحتوى                         |
| جوتام رانجاراجان | مدير المجموعة للاستراتيجية والأداء   |
| يونيو ساربونج    | مدير التنوع الإبداعي                 |
| بوب شينان        | المدير العام                         |
| فران أونسورث     | مدير الأخبار والشؤون الجارية         |

### الأقسام التشغيلية
لدى الشركة الأقسام الداخلية التالية التي تغطي إنتاج وعمليات بي بي سي:
- المحتوى برئاسة شارلوت مور هو المسؤول عن القنوات التلفزيونية للشركة بما في ذلك التكليف بالبرمجة.
- الإذاعة والتعليم برئاسة جيمس بورنيل هو المسؤول عن راديو بي بي سي ومحتوى الموسيقى عبر بي بي سي تحت العلامة التجارية بي بي سي ميوزيك بما في ذلك البرامج الموسيقية على تلفزيون بي بي سي وأحداث مثل بي بي سي برومز والعديد من الأوركسترا مثل بي بي سي الفيلهارمونية وكذلك كقناة أطفال سي بي بي سي.
- الأخبار والشؤون الجارية التي يرأسها Fran Unsworth ويقوم هذا القسم بإدارة عمليات بي بي سي نيوز بما في ذلك الإنتاج الوطني والإقليمي والدولي على التلفزيون والراديو والإنترنت بالإضافة إلى إخراج قسم BBC Global News. كما أنه مسؤول عن برمجة الشؤون الجارية للشركة ويتحمل بعض المسؤولية عن المخرجات الرياضية.
- التصميم + الهندسة برئاسة Peter O'Kane مسؤول عن الإنتاج الرقمي، مثل بي بي سي عبر الإنترنت وBBC iPlayer وخدمة BBC Red Button وتطوير تقنيات جديدة من خلال تطوير أبحاث بي بي سي.
- مجموعة المدير العام التي يرأسها بوب شينان وظائف عبر بي بي سي بما في ذلك المالية والموارد البشرية والاستراتيجية والأمن والممتلكات.[105]
- الدول والمناطق برئاسة كين ماكوري مسؤول عن أقسام الشركة في اسكتلندا وأيرلندا الشمالية وويلز والمناطق الإنجليزية .

### الأقسام التجارية
تدير BBC أيضًا عددًا من الأقسام التجارية المملوكة بالكامل:
- BBC Studios هو يدير قنوات دولية ويبيع البرامج والبضائع في المملكة المتحدة وخارجها لكسب دخل إضافي يتم إرجاعه إلى برامج BBC، وهو قسم منفصل عن الشركة بسبب طبيعته التجارية.
- قسم بي بي سي وورلد نيوز مسؤول عن إنتاج وتوزيع قناته التلفزيونية التجارية العالمية، ويعمل بشكل وثيق مع مجموعة بي بي سي نيوز، لكنه لا يحكمها ويشارك في مرافق الشركة وموظفيها، كما يعمل مع BBC Studios موزع القناة.
- BBC Studioworks قسم منفصل يمتلك ويدير رسميًا بعض مرافق استوديو BBC، مثل BBC Elstree Center، ويؤجرها للإنتاج من داخل وخارج الشركة.[105]

### سياسة فحص MI5
منذ الثلاثينيات وحتى التسعينيات من القرن الماضي انخرط جهاز المخابرات المحلية البريطاني المكتب الخامس في فحص المتقدمين لشغل وظائف بي بي سي، وهي سياسة تهدف إلى منع دخول الأشخاص الذين يعتبرون مخربين،  وفي عام 1933 بدأ الكولونيل التنفيذي في هيئة الإذاعة البريطانية آلان دوناي في مقابلة رئيس MI5، السير فيرنون كيل لتبادل المعلومات بشكل غير رسمي. واعتبارًا من عام 1935 تم إجراء ترتيب رسمي حيث يتم فحص المتقدمين للوظائف سرًا بواسطة MI5 بسبب آرائهم السياسية (دون علمهم). وتبنت هيئة الإذاعة البريطانية سياسة رفض أي اقتراح لمثل هذه العلاقة من قبل الصحافة (لم يتم الاعتراف رسميًا بوجود MI5 نفسه حتى قانون خدمة الأمن لعام 198.
حظيت هذه العلاقة باهتمام عام أوسع بعد ظهور مقال بقلم ديفيد لي وبول لاشمر في ذا أوبزرفر في أغسطس 1985 حيث كشفت أن MI5 كان يفحص التعيينات ويدير العمليات من Room 105 في بيت الإذاعة. وفي وقت العرض كان روني ستونهام يدير العملية، كشفت مذكرة من عام 1984 أن المنظمات المدرجة في القائمة السوداء تشمل الحزب الشيوعي اليساري المتطرف لبريطانيا العظمى، وحزب العمال الاشتراكي، وحزب العمال الثوري، والتيار المناضل، بالإضافة إلى الجبهة الوطنية اليمينية المتطرفة والحزب الوطني البريطاني. وقد يؤدي الارتباط بإحدى هذه المجموعات إلى رفض طلب الوظيفة.
في أكتوبر 1985 أعلنت هيئة الإذاعة البريطانية (BBC) أنها ستوقف عملية التدقيق باستثناء عدد قليل من الأشخاص في المناصب العليا بالإضافة إلى المسؤولين عن خدمة البث الطارئ في زمن الحرب (في حالة نشوب حرب نووية) والموظفين في خدمة الإذاعات العالمية لهيئة الإذاعة البريطانية. وفي عام 1990 بعد صدور قانون خدمات الأمن لعام 1989 اقتصر التدقيق على المسؤولين عن البث في زمن الحرب وأولئك الذين لديهم إمكانية الوصول إلى المعلومات الحكومية السرية. وقد أرسل مايكل هودر الذي خلف ستونهام ملفات فحص MI5 إلى بي بي سي للمعلومات والمحفوظات في ريدينغ، بيركشاير.

## المالية
تمتلك BBC ثاني أكبر ميزانية من أي محطة إذاعية في المملكة المتحدة بنفقات تشغيلية تبلغ 4.722 مليار جنيه إسترليني في 2013/2014  مقارنة بـ 6.471 مليار جنيه إسترليني لقناة سكاي يو كي في 2013/2014  و1.843 مليار جنيه إسترليني مقابل آي تي في في السنة التقويمية 2013.

### الإيرادات
الوسيلة الرئيسية لتمويل البي بي سي هي من خلال ترخيص التلفزيون، بتكلفة 154.50 جنيهًا إسترلينيًا سنويًا لكل أسرة منذ أبريل 2019. وهو ترخيص مطلوب لتلقي البث التلفزيوني بشكل قانوني عبر المملكة المتحدة وجزر القنال وجزيرة مان، لا يلزم ترخيص لامتلاك جهاز تلفزيون يستخدم لوسائل أخرى، أو لأجهزة الراديو الصوتية فقط (على الرغم من أنه قد كان مطلوباً الحصول على ترخيص منفصل لهذه الأجهزة كان مطلوبًا للأسر حتى عام 1971).
تحدد الحكومة تكلفة ترخيص البث التلفزيوني ويفرضها القانون الجنائي، ويتوفر خصم للأسر التي لديها أجهزة تلفزيون بالأبيض والأسود فقط، كما يتم تقديم خصم بنسبة 50٪ للأشخاص المكفوفين أو ضعاف البصر المسجلين،  والترخيص مجاني تمامًا لأي أسرة تضم أي شخص يبلغ من العمر 75 عامًا أو أكثر. ومع ذلك اعتبارًا من أغسطس 2020 سيتم التنازل عن رسوم الترخيص فقط إذا تجاوزت 75 عامًا وحصلت على معاش تقاعدي.
تتابع بي بي سي تحصيل رسوم الترخيص وإنفاذها تحت الاسم التجاري «ترخيص التلفزيون». حيث يتم جمع الإيرادات بشكل خاص من قبل Capita، وهي وكالة خارجية يتم دفع رسوم الترخيص إلى الصندوق الموحد للحكومة المركزية، وهي عملية محددة في قانون الاتصالات لعام 2003. يتم بعد ذلك تخصيص الأموال من قبل وزارة الثقافة والإعلام والرياضة (DCMS) والخزانة ويوافق عليها البرلمان عن طريق التشريع. يتم دفع إيرادات إضافية من قبل وزارة العمل والمعاشات للتعويض عن التراخيص المدعومة لمن هم مؤهلون تزيد أعمارهم عن 75 عامًا.
تُصنف رسوم الترخيص كضريبة،  ويعتبر التهرب منها جريمة جنائية. ومنذ عام 1991 كانت مسؤولية تحصيل رسوم الترخيص وإنفاذها تقع على عاتق هيئة الإذاعة البريطانية (BBC) في دورها كسلطة ترخيص التلفزيون. حيث تقوم هيئة الإذاعة البريطانية (BBC) بمراقبة (غالبًا باستخدام مقاولين من الباطن) الممتلكات (تحت رعاية قانون تنظيم سلطات التحقيق لعام 2000) وقد تجري عمليات تفتيش على الممتلكات باستخدام أمر تفتيش،  ووفقًا لترخيص التلفزيون تم القبض على 216,900 شخص في المملكة المتحدة وهم يشاهدون التلفزيون بدون ترخيص في 2018/19. ويشكل التهرب من رسوم الترخيص حوالي عُشر جميع القضايا المرفوعة أمام محاكم الصلح وهو ما يمثل 0.3٪ من جلسات المحاكم.
زاد الدخل من المؤسسات التجارية ومن المبيعات الخارجية لقائمة البرامج الخاصة بها بشكل كبير خلال السنوات الأخيرة،  مع مساهمة BBC Worldwide بنحو 243 مليون جنيه إسترليني إلى أعمال الخدمة العامة الأساسية لهيئة الإذاعة البريطانية.
وفقًا للتقرير السنوي لـ بي بي سي خلال عام 2018/19 بلغ إجمالي دخلها 4.8 مليار جنيه إسترليني بنقص عن العام السابق 5.062 مليار جنيه استرليني في 2017/2018 - ويرجع ذلك جزئيًا إلى الانخفاض التدريجي بنسبة 3.7٪ في التمويل الحكومي لتراخيص التلفزيون المجانية التي تزيد عن 75 عامًا  والتي يمكن تقسيمها على النحو التالي:
- 3.690 مليار جنيه إسترليني في رسوم الترخيص المحصلة من الأسر
- 1.199 مليار جنيه إسترليني من الأعمال التجارية والمنح الحكومية التي تقدمها هيئة الإذاعة البريطانية، والتي سيتوقف بعضها في عام 2020

لكن رسوم الترخيص أثارت انتقادات. وقيل إنه في عصر التوافر متعدد الدفق والقنوات المتعددة، لم يعد الالتزام بدفع رسوم الترخيص مناسبًا. تم انتقاد استخدام BBC لشركة Capita Group التابعة للقطاع الخاص لإرسال رسائل إلى المباني التي لا تدفع رسوم الترخيص، خاصة وأن هناك حالات تم فيها إرسال مثل هذه الرسائل إلى المباني التي تم تحديث مدفوعاتها أو لا تتطلب رخصة تلفزيون.
تستخدم بي بي سي الحملات الإعلانية لإبلاغ العملاء بشرط دفع رسوم الترخيص، وقد تعرضت الحملات السابقة لانتقادات من قبل النائب المحافظ بوريس جونسون والنائبة السابقة آن ويديكومب لطبيعة التهديد واللغة المستخدمة لإخافة المتهربين من الدفع،  حيث تُستخدم المقاطع الصوتية والبث التلفزيوني لإعلام المستمعين بقاعدة بيانات البي بي سي الشاملة،  وهناك عدد من مجموعات الضغط التي تناضل من أجل قضية رسوم الترخيص.
تأتي غالبية الإنتاج التجاري لبي بي سي من ذراعها التجاري BBC Worldwide الذي يبيع البرامج في الخارج ويستغل العلامات التجارية الرئيسية للبضائع، وقد تركزت نسبة 27٪ من مبيعاتهم في 2012/13 على خمسة «علامات تجارية كبرى» رئيسية مثلدكتور هو وتوب جير وStrictly Come Dancing (المعروفة باسم الرقص مع النجوم عالميًا)، وهو أرشيف BBC لبرمجة التاريخ الطبيعي (تم جمعه تحت مظلة من بي بي سي إيرث) وعلامة دليل السفر (المباعة الآن) لونلي بلانيت.

### المصروفات
أرقام النفقات التالية مأخوذة من 2012/2013،  وتوضح نفقات كل خدمة تلتزم بتقديمها:
| قسم                                                 | التكلفة الإجمالية (مليون جنيه إسترليني) |
| --------------------------------------------------- | --------------------------------------- |
| التلفزيون بما في ذلك بي بي سي Red Button            | 2,471.5                                 |
| مذياع                                               | 669.5                                   |
| بي بي سي اون لاين                                   | 176.6                                   |
| تحصيل رسوم الترخيص                                  | 111.1                                   |
| الأوركسترا وفرق الأداء                              | 29.2                                    |
| S4C                                                 | 30                                      |
| التحول الرقمي                                       | 56.9                                    |
| إعادة الهيكلة                                       | 23.1                                    |
| خاصية                                               | 181.6                                   |
| تقنية                                               | 175.1                                   |
| بي بي سي ترست                                       | 11.9                                    |
| المكتبات ودعم التعلم والفعاليات المجتمعية           | 33.6                                    |
| أخرى، بما في ذلك التدريب والتسويق والتمويل والسياسة | 925.9                                   |
| مجموع                                               | 4,896                                   |

يتم إنفاق جزء كبير من دخل هيئة الإذاعة البريطانية على خدمات التلفاز والراديو الخاصة بالمؤسسة مع وجود ميزانية مختلفة لكل خدمة بناءً على محتواها.
| الخدمات                         | التكلفة الإجمالية 2012/2013 (مليون جنيه إسترليني) | الفرق من 2011/12 (مليون جنيه إسترليني) |
| ------------------------------- | ------------------------------------------------- | -------------------------------------- |
| بي بي سي وان بما في ذلك المناطق | 1,463.2                                           | +125.6                                 |
| بي بي سي اثنان                  | 543.1                                             | +6                                     |
| بي بي سي ثلاثة                  | 121.7                                             | +8.8                                   |
| بي بي سي أربعة                  | 70.2                                              | +2.4                                   |
| سي بي بي سي                     | 108.7                                             | +1.4                                   |
| CBeebies                        | 43                                                | +0.6                                   |
| بي بي سي نيوز                   | 61.5                                              | +4                                     |
| بي بي سي البرلمان               | 10.5                                              | +1.2                                   |
| بي بي سي ألبا                   | 7.8                                               | −0.2                                   |
| بي بي سي الزر الأحمر            | 41.8                                              | +4.6                                   |
| مجموع                           | 2,471.5                                           | +136.6                                 |

| الخدمات                                    | التكلفة الإجمالية 2012/2013 (مليون جنيه إسترليني) | الفرق من 2011/12 (مليون جنيه إسترليني) |
| ------------------------------------------ | ------------------------------------------------- | -------------------------------------- |
| راديو بي بي سي 1                           | 54.2                                              | +3.6                                   |
| راديو بي بي سي 1Xtra                       | 11.8                                              | +0.7                                   |
| راديو بي بي سي 2                           | 62.1                                              | +1.6                                   |
| راديو بي بي سي 3                           | 54.3                                              | +1.8                                   |
| راديو بي بي سي 4                           | 122.1                                             | +6.2                                   |
| راديو بي بي سي 4 إضافي                     | 7.2                                               | −1                                     |
| راديو بي بي سي 5 لايف                      | 76                                                | +6.7                                   |
| راديو بي بي سي 5 لايف سبورتس اكسترا        | 5.6                                               | +0.3                                   |
| راديو بي بي سي 6 موسيقى                    | 11.5                                              | −0.2                                   |
| شبكة بي بي سي الآسيوية                     | 13                                                | 0                                      |
| راديو بي بي سي المحلي                      | 152.5                                             | +6                                     |
| راديو بي بي سي اسكتلندا                    | 32.7                                              | +0.6                                   |
| راديو بي بي سي نان جايدهيل                 | 6.3                                               | +0.3                                   |
| راديو بي بي سي ويلز                        | 18.8                                              | +1.1                                   |
| راديو بي بي سي سيمرو                       | 17.6                                              | +1.7                                   |
| بي بي سي راديو أولستر وبي بي سي راديو فويل | 23.8                                              | 0                                      |
| مجموع                                      | 669.5                                             | +29.4                                  |

## المقر والمكاتب الإقليمية

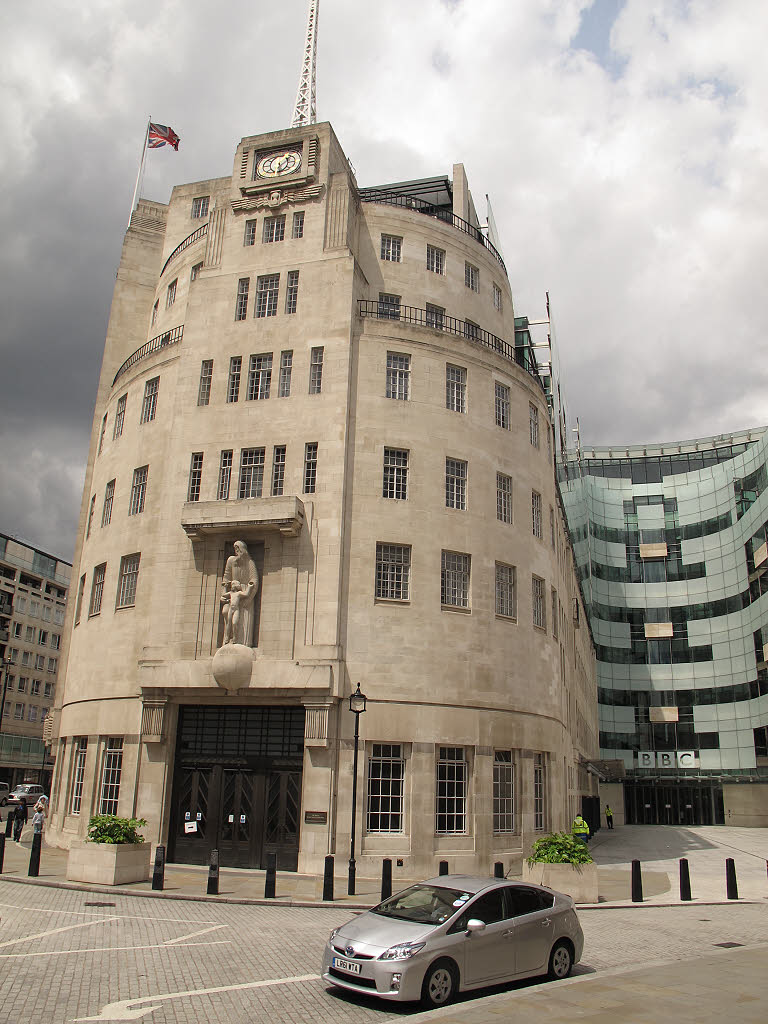
مقر بي بي سي في بيت البث في لندن.

المقر الرسمي لهيئة الإذاعة البريطانية هو بيت البث Broadcasting House في بورتلاند بليس في لندن، فهي موطن لست من شبكات الإذاعة الوطنية العشر التابعة لهيئة الإذاعة البريطانية، راديو بي بي سي 1، راديو بي بي سي 1xtra، شبكة بي بي سي الآسيوية، راديو بي بي سي 3، راديو بي بي سي 4، وراديو بي بي سي 4 إكسترا. وهي أيضًا موطن بي بي سي نيوز التي تم نقلها إلى المبنى من مركز تلفزيون بي بي سي في عام 2013. تظهر على واجهة المبنى تماثيل بروسبيرو وآرييل وهي شخصيات من مسرحية ويليام شكسبير العاصفة، نحتها إريك جيل وقد بدأ تجديد دار البث في عام 2002 واكتمل في عام 2012.
استضاف هذا المرفق عددًا من الضيوف والبرامج المشهورين على مر السنين، قبل إغلاقه في نهاية مارس 2013  واسمه وصورته مألوفان لدى العديد من المواطنين البريطانيين. وفي الجوار يحتوي مجمع BBC White City على العديد من مكاتب البرامج الموجودة في Center House وMedia Center وBroadcast Center، ويعمل غالبية موظفي بي بي سي في هذه المنطقة المحيطة بشيبيردز بوش.
كجزء من إعادة تنظيم كبيرة لممتلكات بي بي سي تم نقل عملية بي بي سي نيوز بأكملها من مركز الأخبار في مركز تلفزيون بي بي سي إلى دار البث المجددة لإنشاء ما يوصف بأنه «أحد أكبر مراكز البث المباشر في العالم». وانتقلت قناة بي بي سي نيوز وبي بي سي وورلد نيوز إلى المبنى في أوائل عام 2013. يعد بيت البث Broadcasting House الآن أيضًا موطنًا لمعظم محطات الإذاعة الوطنية التابعة لهيئة الإذاعة البريطانية (بي بي سي)، وخدمة الإذاعات العالمية لهيئة الإذاعة البريطانية، حيث تضمن الجزء الأكبر من هذه الخطة هدم التمدين بعد الحرب لبناء وإنشاء ملحق  وقد صممه السير ريتشارد ماك كورماك من، وقد ركزت هذه الخطوة عمليات BBC في لندن، مما سمح لها ببيع Television Center.
بالإضافة إلى المخطط أعلاه، فإن هيئة الإذاعة البريطانية بصدد إعداد وإنتاج المزيد من البرامج خارج لندن، بما في ذلك مراكز الإنتاج مثل بلفاست، وكارديف، وجلاسكو، ونيوكاسل، وعلى الأخص في مانشستر الكبرى كجزء من "مشروع بي بي سي نورث" "حيث تم نقل العديد من الأقسام الرئيسية بما في ذلك BBC North West وBBC Manchester وبي بي سي سبورت وسي بي بي سي وCBeebies وRadio 5 Live وBBC Radio 5 Live Sports Extra وBBC Breakfast وBBC Learning وBBC Philharmonic، من مواقعها السابقة في لندن إلى MediaCityUK مرافق الإنتاج في سالفورد التي تشكل جزءا من كبير بي بي سي الشمالية وبالتالي سوف تصبح أكبر عملية توظيف خارج لندن.
بالإضافة إلى الموقعين الرئيسيين في لندن بيت البث والمدينة البيضاء هناك سبعة مراكز إنتاج مهمة أخرى لبي بي سي في المملكة المتحدة وهي متخصصة بشكل أساسي في الإنتاجات المختلفة، حيث تعد كارديف موطن BBC Cymru Wales، المتخصصة في الإنتاج الدرامي. وقد تم افتتاح Roath Lock  في عام 2012 ويحتوي على 7 استوديوهات جديدة، وهو معروف كمنزل لإنتاجدكتور هو والخسائر، ويعد Broadcasting House Belfast موطن BBC أيرلندا الشمالية المتخصصة في الدراما والكوميديا الأصلية، وشارك مع العديد من الشركات المستقلة في الإنتاجات المشتركة ولا سيما مع راديو وتلفزيون أيرلندا، ويقع مقر BBC Scotland في Pacific Quay وهي منتج كبير لبرامج الشبكة بما في ذلك العديد من عروض المسابقات.
في السابق كان أكبر مركز لبرامج بي بي سي من المناطق هو بي بي سي نورث ويست، وفي الوقت الحاضر يتم إنتاج جميع البرامج الدينية والأخلاقية على البي بي سي، بالإضافة إلى برامج أخرى مثلسؤال الرياضة. ومع ذلك سيتم دمج وتوسيع ذلك في إطار مشروع بي بي سي نورث، والذي تضمن انتقال المنطقة من New Broadcasting House إلى MediaCityUK. كما تنتج بي بي سي ميدلاندز، ومقرها صندوق البريد في برمنغهام، الدراما وتحتوي على المقر الرئيسي للمناطق الإنجليزية ومخرجات بي بي سي النهارية. تشمل مراكز الإنتاج الأخرى Broadcasting House Bristol، موطن BBC West، ومن المعروف أن وحدة التاريخ الطبيعي في هيئة الإذاعة البريطانية، وإلى حد أقل، Quarry Hill in Leeds، موطن BBC Yorkshire. هناك أيضًا العديد من الاستوديوهات المحلية والإقليمية الأصغر في جميع أنحاء المملكة المتحدة، والتي تقوم بتشغيل خدمات التلفزيون الإقليمية لهيئة الإذاعة البريطانية ومحطات الإذاعة المحلية بهيئة الإذاعة البريطانية .
تدير BBC أيضًا العديد من مراكز جمع الأخبار في مواقع مختلفة حول العالم، والتي توفر تغطية إخبارية لتلك المنطقة للعمليات الإخبارية الوطنية والدولية.

## التكنولوجيا (خدمة أتوس)
في عام 2004 تعاقدت بي بي سي مع قسمها السابق للتكنولوجيا في بي بي سي مع شركة الهندسة والإلكترونيات الألمانية سيمنز لحلول وخدمات تكنولوجيا المعلومات (SIS)، حيث استعانت بمصادر خارجية لأنظمة تكنولوجيا المعلومات والاتصالات الهاتفية والبث. عندما استحوذت شركة Atos Origin على قسم SIS من شركة سيمنز في ديسمبر 2010 مقابل 850 مليون يورو (720 مليون جنيه إسترليني)،  تم تمرير عقد دعم BBC أيضًا إلى أتوس وفي يوليو 2011 أعلنت هيئة الإذاعة البريطانية للموظفين أن دعمها التكنولوجي سيصبح خدمة Atos. تم نقل موظفي سيمنز العاملين في عقد بي بي سي إلى أتوس، حيث تدار الآن أنظمة تكنولوجيا المعلومات في بي بي سي من قبل أتوس. في عام 2011 صرح كبير المسؤولين الماليين في بي بي سي زارين باتيل أمام لجنة الحسابات العامة بمجلس العموم أنه في أعقاب انتقادات لإدارة بي بي سي لمشاريع تكنولوجيا المعلومات الرئيسية مع شركة سيمنز (مثل مبادرة الوسائط الرقمية)، ستكون شراكة بي بي سي مع أتوس مفيدة في تحقيق وفورات في التكاليف تبلغ حوالي 64 مليون جنيه إسترليني كجزء من برنامج بي بي سي «تقديم الجودة أولاً»،  وفي عام 2012 أعرب رئيس قسم التكنولوجيا في بي بي سي جون لينوود عن ثقته في تحسينات الخدمة في توفير التكنولوجيا في بي بي سي والتي أحدثتها أتوس، وذكر أيضًا أنه تم تعزيز مساءلة الموردين في أعقاب بعض الإخفاقات التكنولوجية البارزة التي حدثت أثناء الشراكة مع شركة سيمنز.

## الخدمات

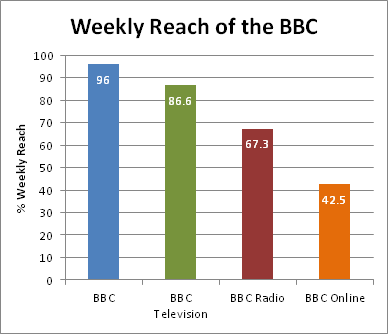
مدى الوصول الأسبوعي لخدمات بي بي سي المحلية من 2011 إلى 2012 الوصول هو عدد الأشخاص الذين يستخدمون الخدمة في أي وقت لأكثر من 15 دقيقة في الأسبوع.

### التلفاز
تدير بي بي سي عدة قنوات تلفزيونية في المملكة المتحدة، وتعد بي بي سي وان وبي بي سي تو القناتان التلفزيونيتان الرائدتان؛ والقنوات الأخرى هي بي بي سي فور وBBC News وBBC Parliament وقناتان للأطفال هما CBBC وCBeebies. أصبح التلفزيون الرقمي راسخًا الآن في المملكة المتحدة، مع توقف الإرسال التماثلي تمامًا اعتبارا من ديسمبر 2012. كما تقوم بتشغيل خدمة تلفزيون الإنترنت BBC Three، التي توقفت عن البث كقناة تلفزيونية خطية في فبراير 2016.

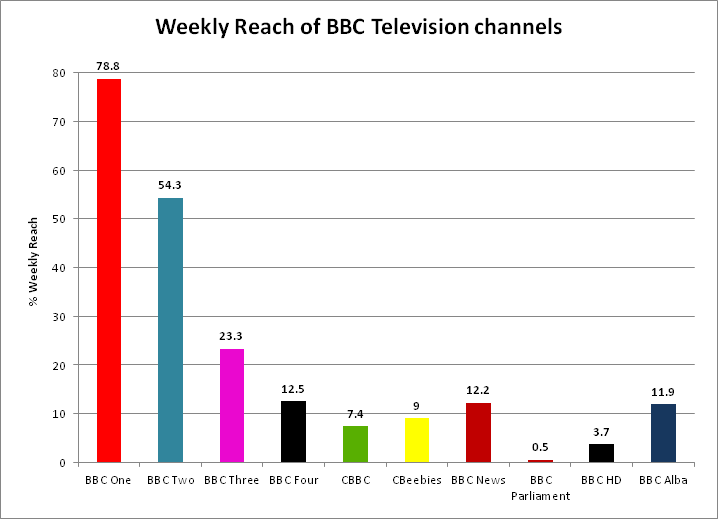
الوصول الأسبوعي لقنوات تلفزيون بي بي سي المحلية 2011-12

تعد BBC One خدمة تلفزيونية إقليمية توفر إلغاء الاشتراك على مدار اليوم للأخبار المحلية والبرامج المحلية الأخرى، هذه الاختلافات أكثر وضوحا في بي بي سي «الأمم» أي أيرلندا الشمالية واسكتلندا وويلز، حيث يتم تنفيذ العرض التقديمي محليًا في الغالب على BBC One and Two، وحيث يمكن أن تختلف جداول البرامج بشكل كبير عن تلك الخاصة بالشبكة. بي بي سي 2 من الاختلافات موجودة في الأمم؛ ومع ذلك نادرًا ما يكون لدى المناطق الإنجليزية اليوم خيار الانسحاب نظرًا لأن البرمجة الإقليمية موجودة الآن فقط على BBC One. وكانت BBC Two هي أول قناة تم نقلها على 625 Line في عام 1964 ثم تحمل خدمة ألوان عادية صغيرة الحجم من عام 1967، وتبعها بي بي سي وان في نوفمبر 1969.
تم إطلاق قناة بي بي سي آلبا في سبتمبر 2008 وهي قناة تلفزيونية غيلية اسكتلندية جديدة وأول قناة متعددة الأنواع تأتي بالكامل من اسكتلندا مع جميع برامجها تقريبًا مصنوعة في اسكتلندا، بداية كانت الخدمة متاحة عبر الأقمار الصناعية ولكن منذ يونيو 2011 أصبحت متاحة للمشاهدين في اسكتلندا على قناة فري فيو وتلفزيون الكابل.

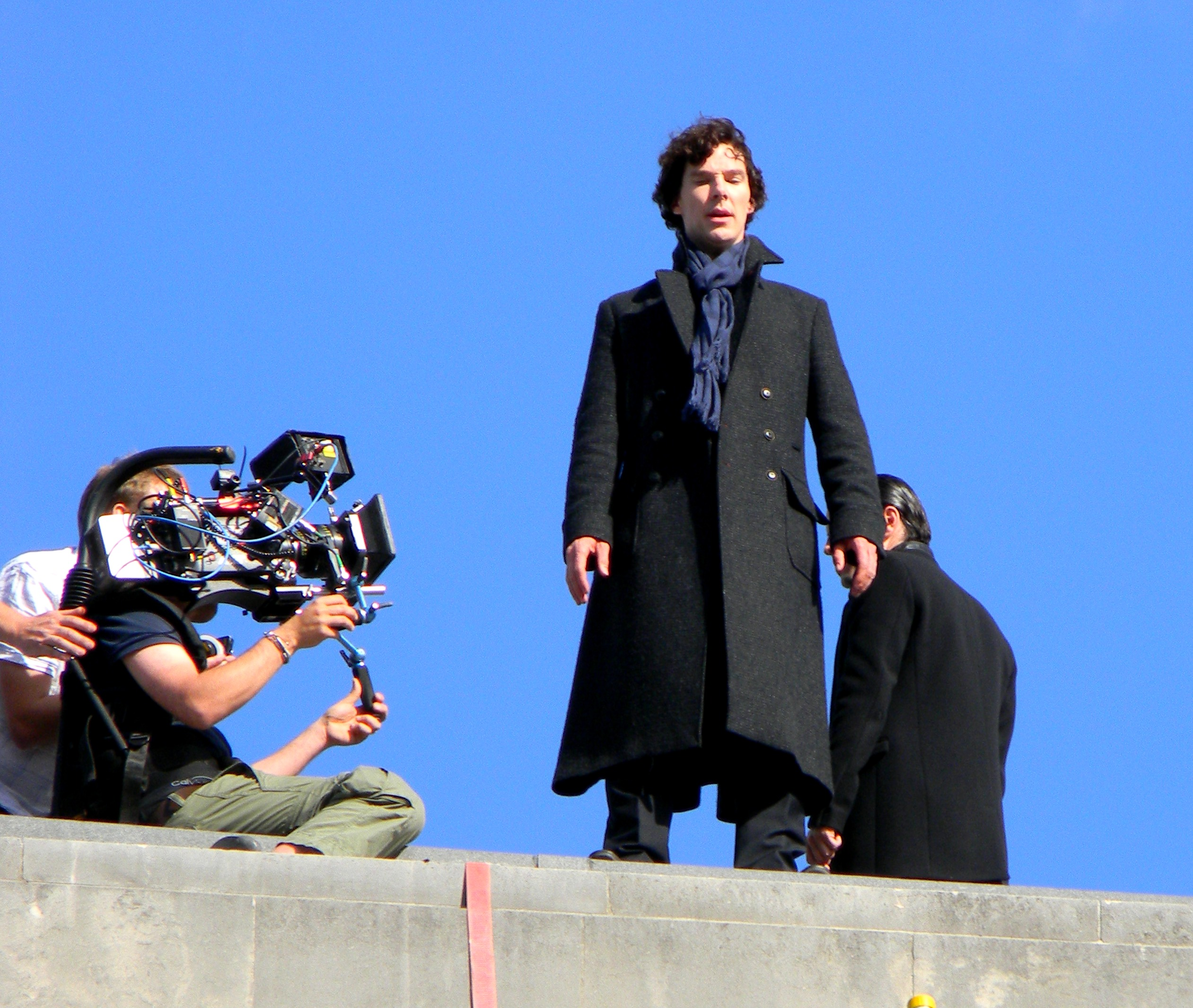
تصوير حلقة من مسلسل شيرلوك من بي بي سي وان (مع بنديكت كومبرباتش كما صور شيرلوك هولمز) في يوليو 2011

تقوم هيئة الإذاعة البريطانية حاليًا بتشغيل بث متزامن عالي الدقة لجميع قنواتها الوطنية باستثناء بي بي سي برلمان، وحتى 26 مارس 2013 كانت قناة منفصلة تسمى بي بي سي عالية الدقة متاحة، بدلاً من بي بي سي تو التي تم إطلاقها في 9 يونيو 2006 بعد تجربة استمرت 12 شهرًا للبث.
أصبحت قناة مناسبة في عام 2007 وعرضت برامج HD على شكل بث متزامن أو متكرر للشبكة الرئيسية، وكانت الشركة تنتج برامج بالتنسيق لسنوات عديدة وذكرت أنها تأمل في إنتاج 100٪ من البرامج الجديدة بتقنية HDTV بحلول عام 2010. وفي 3 نوفمبر 2010 تم إطلاق بث متزامن عالي الدقة لبي بي سي One، بعنوان بي بي سي الأولى وتم إطلاق BBC Two HD في 26 مارس 2013 ليحل محل BBC HD، وتم إطلاق القناة التلفزيونية الاسكتلندية الجديدة BBC Scotland في فبراير 2019.
تتوفر قنوات البي بي سي في جمهورية أيرلندا وبلجيكا وهولندا وسويسرا بعدة طرق حيث يحمل المشغلون الرقميون والكابل مجموعة من قنوات BBC، من بينها BBC One وBBC Two وBBC Four وBBC World News، على الرغم من أن المشاهدين في جمهورية أيرلندا قد يتلقون خدمات BBC عبر الانسكاب الزائد من أجهزة الإرسال في أيرلندا الشمالية أو ويلز أو عبر «المنحرفات» - أجهزة الإرسال في الجمهورية التي تعيد بث البث من المملكة المتحدة.
منذ عام 1975 قدمت بي بي سي أيضًا برامجها التلفزيونية إلى خدمة البث للقوات البريطانية (BFBS) مما يسمح لأفراد الجيش البريطاني الذين يخدمون في الخارج بمشاهدتها على أربع قنوات تلفزيونية مخصصة، واعتبارًا من 27 مارس 2013 نقلت BFBS إصدارات من BBC One وBBC Two وشملت برامج الأطفال من سي بي بي سي بالإضافة إلى نقل البرامج من بي بي سي ثري على قناة جديدة تسمى BFBS Extra .
أصبحت جميع قنوات BBC متاحة للمشاهدة عبر الإنترنت منذ عام 2008 من خلال خدمة BBC iPlayer، وقد ظهرت قدرة البث عبر الإنترنت هذه بعد تجارب البث المباشر، والتي تتضمن بث قنوات معينة في المملكة المتحدة. وفي فبراير 2014 أعلن المدير العام توني هول أن الشركة بحاجة إلى توفير 100 مليون جنيه إسترليني، وفي مارس 2014 أكدت هيئة الإذاعة البريطانية خططًا لبي بي سي Three لتصبح قناة على الإنترنت فقط.

#### مشروع الجينوم
في ديسمبر 2012 أكملت هيئة الإذاعة البريطانية تمرين الرقمنة ومسح قوائم جميع برامج بي بي سي من مجموعة كاملة من حوالي 4500 نسخة من مجلة راديو تايمز من الإصدار الأول عام 1923 إلى عام 2009 (تم الاحتفاظ بالقوائم اللاحقة إلكترونيًا بالفعل)، يهدف «مشروع بي بي سي جينوم» لإنشاء قاعدة بيانات على الإنترنت لمخرجات البرنامج. تم تحديد حوالي خمسة ملايين برنامج، بما في ذلك 8.5 مليون ممثل ومقدم وكاتب وموظف تقني، وتم فتح مشروع الجينوم للجمهور في 15 أكتوبر 2014 مع تصحيحات لأخطاء التعرف الضوئي على الحروف والتغييرات على الجداول المعلن عنها والتي يتم التعهيد الجماعي لها.

### المذياع

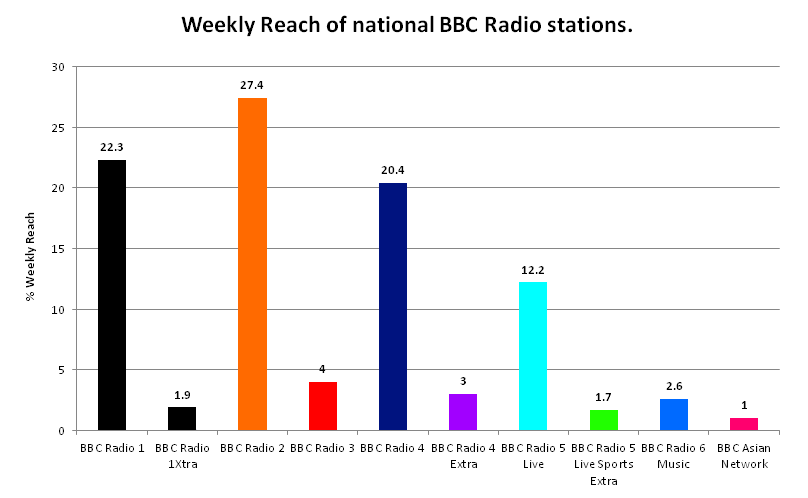
الوصول الأسبوعي لمحطات الإذاعة الوطنية التابعة لهيئة الإذاعة البريطانية، سواء على المستوى التناظري أو الرقمي

لدى بي بي سي عشر محطات إذاعية تخدم المملكة المتحدة بأكملها، وسبع محطات أخرى في «المناطق الوطنية» (ويلز، واسكتلندا، وأيرلندا الشمالية)، و39 محطة محلية أخرى تخدم مناطق محددة في إنجلترا. ومن بين المحطات الوطنية العشر هناك خمس محطات رئيسية ومتاحة على إذاعة إف إم و/ أو بث إذاعي ت م وكذلك على DAB وعلى الإنترنت. وهي كالتالي:
1. راديو بي بي سي 1 التي تقدم موسيقى جديدة وأنماط شائعة وتشتهر بعرضها البياني
2. راديو بي بي سي 2 تقدم موسيقى معاصرة للبالغين وموسيقى الريف والروح من بين العديد من الأنواع الأخرى
3. راديو بي بي سي 3 يقدم الموسيقى الكلاسيكية وموسيقى الجاز مع بعض البرامج المنطوقة ذات الطابع الثقافي في المساء
4. إذاعة بي بي سي 4 التي تركز على الشؤون الجارية والبرامج الواقعية وغيرها من البرامج القائمة على الكلام، بما في ذلك الدراما والكوميديا
5. BBC Radio 5 Live تبث برامج إخبارية ورياضية وحوارية على مدار 24 ساعة.

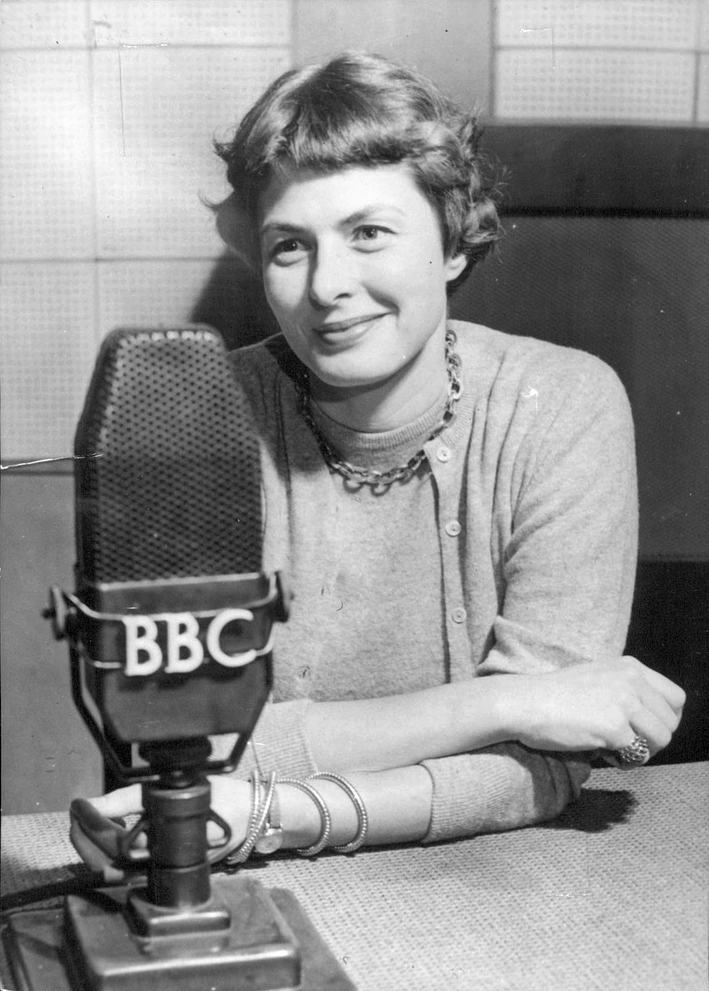
مقابلة مع الممثلة السويدية إنغريد بيرغمان على إذاعة بي بي سي في أكتوبر 1954

بالإضافة إلى هذه المحطات الخمس، تدير BBC خمس محطات أخرى تبث على DAB وعبر الإنترنت فقط. تكمل هذه المحطات وتتوسع في المحطات الخمس الكبرى وتم إطلاقها في عام 2002 وهي:
1. راديو BBC 1Xtra sisters Radio 1 الذي يبث موسيقى سوداء جديدة ومسارات حضرية.
2. إذاعة BBC Radio 5 Live Sports Extra Sisters 5 Live التي تقدم تحليلات رياضية إضافية بما في ذلك بث الألعاب الرياضية التي لم تكن مغطاة في السابق
3. راديو بي بي سي 6 ميوزيك يقدم أنواعًا موسيقية بديلة وهو معروف كمنصة للفنانين الجدد
4. راديو بي بي سي 7 الذي أعيد تسميته لاحقًا بـ BBC Radio 4 Extra يقدم الدراما الأرشيفية والكوميديا وبرامج الأطفال. بعد التغيير إلى Radio 4 Extra أسقطت الخدمة جزءًا محددًا من الأطفال لصالح الدراما والكوميديا المناسبة للعائلة. بالإضافة إلى ذلك، تم تقديم برامج جديدة لاستكمال برامج راديو 4 مثل Ambridge Extra وDesert Island Discs.
5. شبكة BBC Asian حيث توفر الموسيقى والحديث والأخبار لهذا القسم من المجتمع. تطورت هذه المحطة من محطات الراديو المحلية التي تخدم مناطق معينة، وعلى هذا النحو تتوفر هذه المحطة على تردد الموجة المتوسطة في بعض مناطق ميدلاندز.

بالإضافة إلى المحطات الوطنية توفر BBC أيضًا 40 محطة إذاعية محلية لبي بي سي في إنجلترا وجزر القنال ولكل منها مسمى ويغطي مدينة معينة والمنطقة المحيطة بها (على سبيل المثال راديو بي بي سي بريستول)، مقاطعة أو منطقة (على سبيل المثال راديو بي بي سي ثلاث مقاطعات)، أو منطقة جغرافية (على سبيل المثال راديو بي بي سي سولنت يغطي الساحل الجنوبي الأوسط). وتبث ست محطات أخرى فيما تسميه البي بي سي «المناطق الوطنية»: ويلز واسكتلندا وأيرلندا الشمالية. وهي BBC Radio Wales (باللغة الإنجليزية) وBBC Radio Cymru (باللغة الويلزية) وBBC Radio Scotland (باللغة الإنجليزية) وBBC Radio nan Gaidheal (باللغة الاسكتلندية الغيلية) وBBC Radio Ulster وBBC Radio Foyle، وهذا الأخير هو اختيار - من راديو أولستر لشمال غرب أيرلندا الشمالية.
تُبث قنوات BBC الوطنية في المملكة المتحدة أيضًا في جزر القناة وجزيرة مان (على الرغم من أن هذه التبعيات التابعة للتاج تقع خارج المملكة المتحدة)، وفي السابق توجد محطتان محليتان - BBC Guernsey وBBC Radio Jersey. ومع ذلك لا توجد محطة إذاعية محلية لهيئة الإذاعة البريطانية في جزيرة مان، ويرجع ذلك جزئيًا إلى أن الجزيرة كانت تخدمها منذ فترة طويلة محطة تجارية مستقلة شهيرة وهي راديو مانكس الذي يسبق وجود راديو بي بي سي المحلي.
يتم تمويل خدمات BBC في التبعيات من رسوم ترخيص التلفزيون التي يتم تحديدها على نفس المستوى مثل تلك المستحقة الدفع في المملكة المتحدة، إلا أن هذه الرسوم يتم تحصيلها محليًا وهو موضع جدل في جزيرة مان منذ ذلك الحين، بالإضافة إلى عدم وجود خدمة راديو محلية لهيئة الإذاعة البريطانية، تفتقر الجزيرة أيضًا إلى خدمة إخبارية تلفزيونية محلية مماثلة لتلك التي تقدمها جزر قناة بي بي سي.

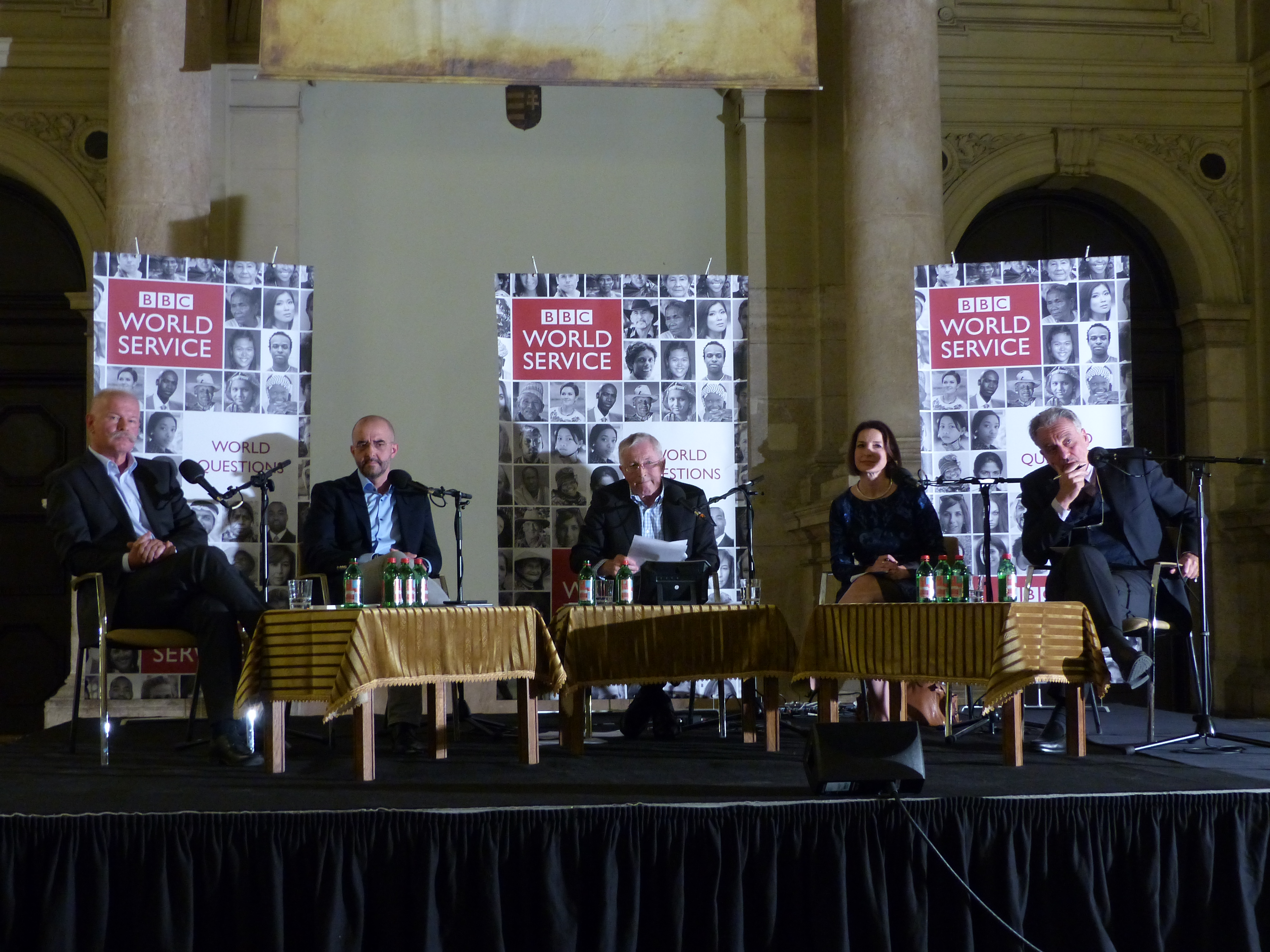
BBC World Service، مع جوناثان ديمبلبي البث من بودابست

بالنسبة إلى الجمهور في جميع أنحاء العالم توفر خدمة BBC World Service الأخبار والشؤون الجارية والمعلومات بـ 28 لغة بما في ذلك اللغة الإنجليزية وهي متوفرة في أكثر من 150 عاصمة، ويتم بثه في جميع أنحاء العالم على الراديو على الموجات القصيرة، DAB وعلى الإنترنت ويقدر جمهوره الأسبوعي بـ 192 مليون مستمع وتستقبل مواقعها على الويب 38 مليون شخص في الأسبوع. منذ عام 2005 أصبح متاحًا أيضًا على DAB في المملكة المتحدة، وهي خطوة لم يتم اتخاذها من قبل نظرًا لطريقة تمويلها، حيث يتم تمويل الخدمة من خلال منحة مساعدة برلمانية تديرها وزارة الخارجية ومع ذلك بعد مراجعة الإنفاق الحكومي في عام 2011 سيتوقف هذا التمويل وسيتم تمويله لأول مرة من خلال رسوم الترخيص. في السنوات الأخيرة تم تخفيض بعض خدمات الخدمة العالمية حيث انتهت الخدمة التايلاندية في عام 2006،  كما فعلت لغات أوروبا الشرقية مع تحويل الموارد بدلاً من ذلك إلى تلفزيون بي بي سي العربي الجديد.
تاريخياً كانت هيئة الإذاعة البريطانية هي الإذاعة القانونية الوحيدة التي يقع مقرها في البر الرئيسي للمملكة المتحدة حتى عام 1967 عندما تم إطلاق راديو جامعة يورك (URY) ثم تحت اسم راديو يورك كأول وأقدم الآن محطة إذاعية مستقلة قانونية في البلاد، ومع ذلك لم تتمتع بي بي سي بالاحتكار الكامل قبل ذلك لأن العديد من المحطات القارية مثل راديو لوكسمبورغ قد بثت برامج باللغة الإنجليزية إلى بريطانيا منذ ثلاثينيات القرن الماضي وبدأت إذاعة جزيرة مان في عام 1964. على الرغم من ظهور الراديو التجاري لا تزال محطات إذاعة البي بي سي من بين أكثر المحطات التي يتم الاستماع إليها في البلاد، مع حصول راديو 2 على أكبر حصة من الجمهور (تصل إلى 16.8٪ في 2011-12) والإذاعات الأولى والرابعة في المرتبة الثانية والثالثة في شروط الوصول الأسبوعي.
تتاح برمجة BBC أيضًا لخدمات أخرى وفي بلدان أخرى، ومنذ عام 1943 قدمت هيئة الإذاعة البريطانية برامج إذاعية إلى خدمة البث التابعة للقوات البريطانية التي تبث في البلدان التي تتمركز فيها القوات البريطانية ويتم أيضًا بث راديو BBC 1 في الولايات المتحدة وكندا على راديو Sirius XM (يتدفق عبر الإنترنت فقط).

### الأخبار

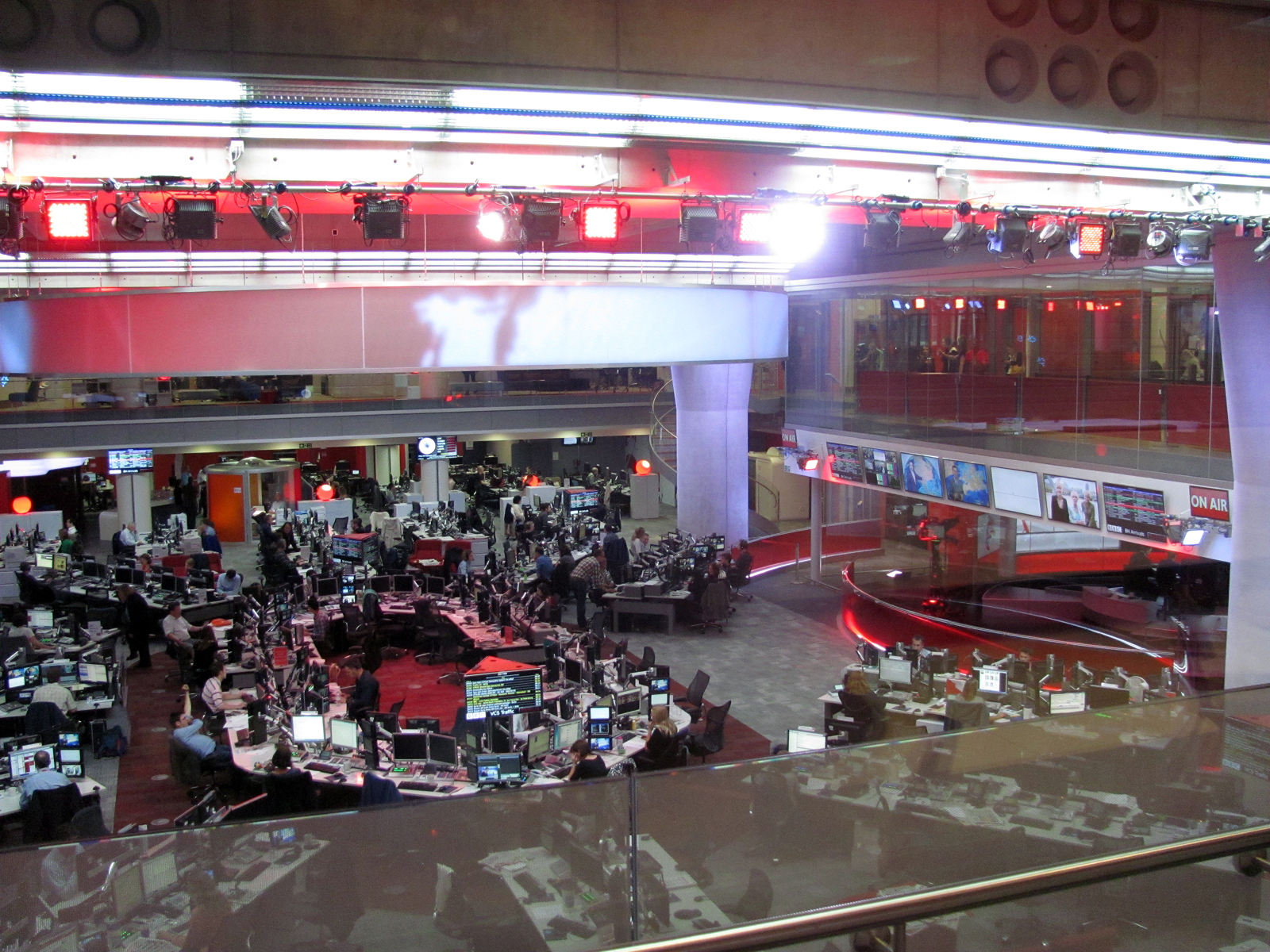
غرفة الأخبار الجديدة في Broadcasting House، وسط لندن، افتتحت رسميًا في عام 2013

بي بي سي نيوز هي أكبر عملية لجمع الأخبار الإذاعية في العالم،  حيث تقدم خدمات للإذاعة المحلية لهيئة الإذاعة البريطانية وكذلك لشبكات التلفزيون مثل بي بي سي نيوز، وبي بي سي وورلد نيوز. بالإضافة إلى ذلك تتوفر القصص الإخبارية على خدمة BBC Red Button وبي بي سي نيوز أون لاين. وتعمل بي بي سي على تطوير طرق جديدة للوصول إلى بي بي سي نيوز، ونتيجة لذلك أطلقت الخدمة على بي بي سي موبايل، مما جعلها في متناول الهواتف المحمولة وأجهزة المساعد الرقمي الشخصي وكذلك تطوير التنبيهات عن طريق البريد الإلكتروني والتلفزيون الرقمي وعلى أجهزة الكمبيوتر من خلال تنبيه سطح المكتب.
تشير أرقام التصنيف إلى أنه خلال الحوادث الكبرى مثل تفجيرات لندن في 7 يوليو 2005 أو الأحداث الملكية، يتحول جمهور المملكة المتحدة بأغلبية ساحقة إلى تغطية بي بي سي بدلاً من منافسيها التجاريين. في 7 يوليو 2005 وهو اليوم الذي حدثت فيه سلسلة من التفجيرات المنسقة للقنابل على نظام النقل العام في لندن، سجل موقع بي بي سي على الإنترنت ذروة عرض النطاق الترددي في جميع الأوقات بلغ 11 جيجابت / ثانية في الساعة 12.00 يوم 7 يوليو، وقد تلقت بي بي سي نيوز حوالي مليار نتيجة في يوم الحدث (بما في ذلك جميع الصور والنصوص ولغة ترميز النص الفائق) تخدم حوالي 5.5 تيرابايت من البيانات. وفي أوقات الذروة خلال ذلك اليوم كان هناك 40 ألف طلب صفحة في الثانية لموقع بي بي سي نيوز، وقد تسبب إعلان اليوم السابق عن منح لندن أولمبياد 2012 في بلوغ الذروة حوالي 5 جيجابت / ثانية، وكان سبب أعلى مستوى سابقًا على الإطلاق في بي بي سي عبر الإنترنت هو الإعلان عن حكم مايكل جاكسون والذي استخدم 7.2 جيجابت / ثانية.

### الإنترنت
تم إطلاق أول خدمات أخبار ال بي بي سي على الشبكة في 6 مايو 1994. كانت تعرف الهيئة على الشبكة باسم «بي بي سي أونلاين» ثم تغير إلى «بي بي سي آي» "BBCi" والذي ما زال معرفا للخدمات التفاعلية التي يقدمها الموقع. منذ عام 2004 والموقع تحت إدارة (توني أجيه).
يتضمن وجود بي بي سي على الإنترنت موقعًا إخباريًا شاملاً وأرشيفًا. كانت أول خدمة رسمية عبر الإنترنت لبي بي سي هي نادي شبكات بي بي سي، الذي تم إطلاقه في 11 مايو 1994. تم إعادة إطلاق الخدمة لاحقًا باسم BBC Online في عام 1997، قبل إعادة تسميتها BBCi، ثم bbc.co.uk، قبل إعادة تسميتها إلى BBC Online. يتم تمويل موقع الويب من خلال رسوم الترخيص، ولكنه يستخدم تقنية GeoIP، مما يسمح بنشر الإعلانات على الموقع عند عرضها خارج المملكة المتحدة. تدعي هيئة الإذاعة البريطانية أن الموقع هو «أشهر المواقع المعتمدة على المحتوى في أوروبا»  وتذكر أن 13.2 مليون شخص في المملكة المتحدة يزورون الموقع الذي يزيد عن مليوني صفحة يوميًا.
تتميز الصفحة الرئيسية للموقع بتصميم معياري، حيث يمكن للمستخدمين اختيار الوحدات النمطية والمعلومات التي يتم عرضها، مما يسمح للمستخدم بتخصيصها. وقد تم إطلاق هذا النظام لأول مرة في ديسمبر 2007 وأصبح دائمًا في فبراير 2008 وخضع لبعض التغييرات الجمالية منذ ذلك الحين،  تحتوي الصفحة الرئيسية بعد ذلك على روابط لمواقع مصغرة أخرى، مثل بي بي سي نيوز أون لاين وبي بي سي سبورت والطقس والتلفزيون والراديو، حيث يتم إعطاء كل برنامج على تلفزيون أو راديو بي بي سي صفحته الخاصة، وتحصل البرامج الأكبر على موقعها المصغر الخاص بها، وغالبًا ما يتم إخبار المشاهدين والمستمعين بعناوين مواقع الويب الخاصة بالبرامج.
يتيح جزء كبير آخر من الموقع للمستخدمين أيضًا مشاهدة والاستماع إلى معظم مخرجات التلفزيون والراديو مباشرة ولمدة سبعة أيام بعد البث باستخدام منصة BBC iPlayer، التي تم إطلاقها في 27 يوليو 2007 واستخدمت في البداية تقنية نظير إلى نظير وإدارة الحقوق الرقمية لتقديم محتوى الراديو والتلفزيون في الأيام السبعة الماضية للاستخدام دون اتصال حتى 30 يوم، ويتم الآن بث الفيديو مباشرة أيضًا من خلال المشاركة في مجموعة Creative Archive License، وقد سمحت bbc.co.uk بالتنزيل القانوني لمواد أرشيفية مختارة عبر الإنترنت.
قامت البي بي سي بإطلاق النسخة العربية لموقعها على الشبكة عام 1997 بعنوان «بي بي سي أرابك دوت كوم»،  ليكون موقعاً تعريفياً بإذاعة ونشاطات القسم العربي في هيئة الإذاعة البريطانية لكن سرعان ما تحول الموقع شيئاً فشيئاُ إلى واحداً من المواقع العربية النشطة في تقديم الأخبار المكتوبة والمسموعة والمقروءة والمتفاعلة مع الزائر، والتي يجري تحديثها باستمرار.
غالبًا ما قامت بي بي سي بتضمين التعلم كجزء من خدمتها عبر الإنترنت وأطلقت خدمات مثل BBC Jam وLearning Zone Class Clips كما تدير خدمات مثل BBC WebWise وFirst Click المصممة لتعليم الناس كيفية استخدام الإنترنت، وقد كانت BBC Jam خدمة مجانية عبر الإنترنت يتم تقديمها من خلال اتصالات النطاق العريض والضيقة وتوفر موارد تفاعلية عالية الجودة مصممة لتحفيز التعلم في المنزل والمدرسة، تم توفير المحتوى الأولي في يناير 2006 ومع ذلك تم تعليق بي بي سي جام في 20 مارس 2007 بسبب الادعاءات المقدمة إلى المفوضية الأوروبية بأنها تضر بمصالح القطاع التجاري للصناعة.
في السنوات الأخيرة اشتكى بعض السياسيين والشركات الكبرى عبر الإنترنت من أن BBC Online تتلقى الكثير من التمويل من ترخيص التلفزيون، مما يعني أن المواقع الأخرى غير قادرة على التنافس مع الكم الهائل من المحتوى المجاني على الإنترنت المتاح على BBC Online،  وقد أقترح البعض أنه تخفيض مبلغ رسوم الترخيص الذي يتم إنفاقه على BBC Online باستبداله بتمويل من الإعلانات أو الاشتراكات، أو تقليل مقدار المحتوى المتاح على الموقع. وردًا على ذلك أجرت البي بي سي تحقيقًا وشرعت في خطة لتغيير الطريقة التي تقدم بها خدماتها عبر الإنترنت، حيث سيحاول موقع BBC Online سد الثغرات الموجودة في السوق وسيقوم بتوجيه المستخدمين إلى مواقع الويب الأخرى لتوفير السوق الحالي، فعلى سبيل المثال بدلاً من تقديم معلومات وجداول زمنية عن الأحداث المحلية سيتم توجيه المستخدمين إلى مواقع الويب الخارجية التي توفر بالفعل هذه المعلومات، وقد تضمنت الخطة إغلاق البي بي سي لبعض مواقعها على الإنترنت وإعادة تحويل الأموال لإعادة تطوير أجزاء أخرى.
في 26 فبراير 2010 زعمت صحيفة التايمز أن مارك طومسون المدير العام لهيئة الإذاعة البريطانية اقترح أن يتم خفض إنتاج بي بي سي على شبكة الإنترنت بنسبة 50٪ مع تخفيض أعداد الموظفين والميزانيات عبر الإنترنت بنسبة 25٪ في محاولة لتقليص عمليات بي بي سي وإتاحة مساحة أكبر للمنافسين التجاريين. وفي 2 مارس 2010 ذكرت بي بي سي أنها ستخفض إنفاق موقعها على الإنترنت بنسبة 25٪ وستغلق BBC 6 للموسيقى والشبكة الآسيوية كجزء من خطط مارك طومسون لإنشاء «بي بي سي أصغر وأكثر ملائمة للعصر الرقمي».

### التلفزيون التفاعلي
BBC Red Button هو الاسم التجاري لخدمات التلفزيون الرقمي التفاعلي التي تقدمها BBC والتي تتوفر من خلال Freeview (البث الأرضي الرقمي) وكذلك Freesat وسكاي يو كي (القمر الصناعي) وفيرجن ميديا ليمتد (الكبل). على عكس Ceefax النظير التناظري للخدمة فإن BBC Red Button قادر على عرض رسومات ملونة كاملة وصور وفيديوهات بالإضافة إلى البرامج ويمكن الوصول إليه من أي قناة BBC.
تحمل الخدمة الأخبار والطقس والرياضة على مدار 24 ساعة في اليوم ولكنها توفر أيضًا ميزات إضافية تتعلق بالبرامج المحددة في ذلك الوقت، وتشمل الأمثلة على ذلك المشاهدين الذين يلعبون في المنزل لمشاهدة عروض الألعاب، وإعطاء الآراء والتعبير عنها والتصويت عليها، كما هو مستخدم جنبًا إلى جنب مع برامج مثل وقت السؤال. في بعض الأوقات من العام عندما تحدث أحداث رياضية متعددة يتم وضع بعض تغطية الرياضات أو الألعاب الأقل شيوعًا على الزر الأحمر ليتمكن المشاهدون من مشاهدتها. وفي كثير من الأحيان يتم إضافة ميزات أخرى لا علاقة لها بالبرامج التي يتم بثها في ذلك الوقت مثل بث الحلقة المتحركة دكتور هو في Dreamland في نوفمبر 2009.

### الموسيقى

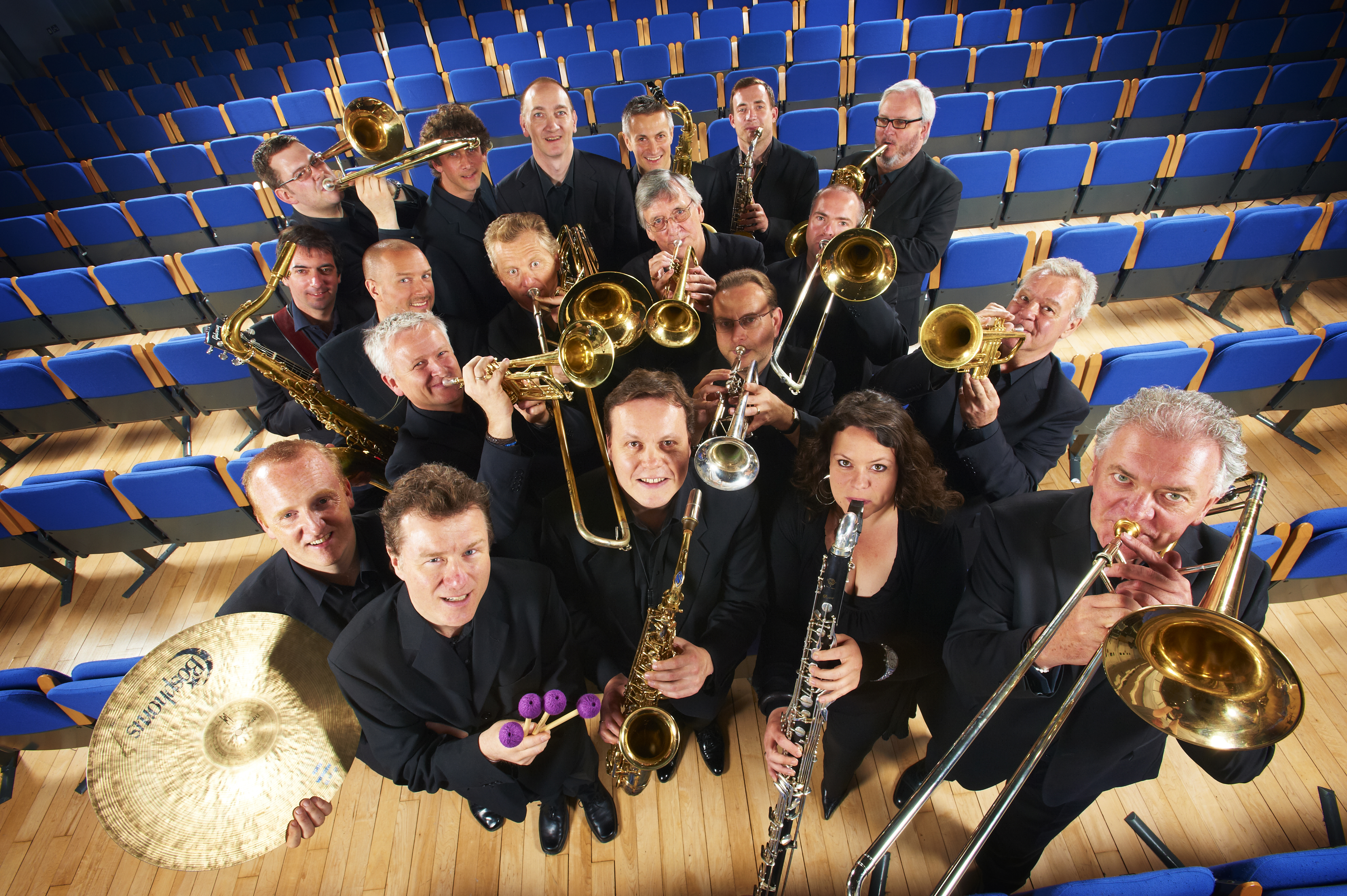
بي بي سي بيغ باند

توظف هيئة الإذاعة البريطانية (بي بي سي) 5 فرق أوركسترا مقرهما في مواقع البي بي سي في جميع أنحاء المملكة المتحدة؛  أوركسترا بي بي سي السيمفوني، ومغني بي بي سي وجوقة بي بي سي السيمفونية ومقرها لندن، وأوركسترا بي بي سي الاسكتلندية السيمفونية في غلاسكو، وبي بي سي فيلهارمونيك في سالفورد، وأوركسترا بي بي سي للحفلات الموسيقية ومقرها واتفورد، وأوركسترا بي بي سي الوطنية في ويلز وبي بي سي جوقة ويلز الوطنية في كارديف. كما أنها تشتري عددًا محددًا من البرامج الإذاعية من أوركسترا أولستر في بلفاست وBBC Big Band.
تنتج البي بي سي برومز كل عام منذ عام 1927،  وتدخلت لتمويل مهرجان الموسيقى الكلاسيكية الشعبية عندما سحب ناشرو الموسيقى تشابيل وشركاه دعمهم، وفي عام 1930 قدمت أوركسترا بي بي سي السيمفونية المشكَّلة حديثًا جميع الحفلات البالغ عددها 49 حفلة، وقد قدمت عروضها في كل ليلة من الحفلات منذ ذلك الحين، وفي الوقت الحاضر تعتبر فرق الأوركسترا والجوقات في بي بي سي العمود الفقري للحفلات الموسيقية،  حيث تقدم حوالي 40٪ - 50٪ من جميع العروض في كل موسم.
عزف العديد من الموسيقيين المشهورين من جميع الأنواع في البي بي سي مثل فرقة البيتلز (Live at the BBC وهو أحد ألبوماتهم العديدة). وبي بي سي مسؤولة أيضًا عن بث مهرجان غلاستونبري ومهرجان القراءة وتغطية المملكة المتحدة لمسابقة الأغنية الأوروبية وهو عرض ارتبطت به لأكثر من 60 عامًا، وتعمل هيئة الإذاعة البريطانية (بي بي سي) أيضًا على إدارة قسم الكتب الصوتية لهيئة الإذاعة البريطانية (بي بي سي) التي توجد أحيانًا بالاشتراك مع Chivers Audiobooks.

### أخرى
تدير بي بي سي مشاريع أخرى بالإضافة إلى ذراعها الإذاعي، وبالإضافة إلى البث الإذاعي على التلفزيون والراديو، يتم أيضًا عرض بعض البرامج على شاشات بي بي سي الكبيرة الموجودة في عدة مواقع في وسط المدينة، كما تدير كل من هيئة الإذاعة البريطانية (بي بي سي) ووزارة الخارجية والكومنولث (BBC) بشكل مشترك مراقبة الإذاعة والتلفزيون والصحافة والإنترنت في جميع أنحاء العالم.
طورت BBC أيضًا العديد من أجهزة الكمبيوتر خلال الثمانينيات وأبرزها بي بي سي ميكرو، والتي كانت تعمل جنبًا إلى جنب مع البرامج والأهداف التعليمية للشركة.
في عام 1951 بالاشتراك مع مطبعة جامعة أكسفورد، نشرت بي بي سي كتاب ترنيمة بي بي سي الذي كان يقصد استخدامه من قبل مستمعي الراديو لمتابعة ترانيم يتم بثها، وقد نُشر الكتاب مع الموسيقى وبدونها وكانت النسخة الموسيقية بعنوان The BBC Hymn Book with Music. احتوى الكتاب على 542 ترنيمة شعبية.

### سيفاكس
قدمت بي بي سي أول خدمة نصوص تليفزيونية في العالم تسمى سيفاكس (شبه متجانسة مع «انظر الحقائق») في 23 سبتمبر 1974 حتى 23 أكتوبر 2012 على قناة بي بي سي 1 التناظرية ثم لاحقًا على بي بي سي 2، حيث تعرض صفحات إعلامية مثل الأخبار والرياضة والطقس، في ليلة رأس السنة الجديدة في عام 1974 حاولت شركة أوراكل من ITV التنافس مع شركة سيفاكس، تم إغلاق Oracle في ليلة رأس السنة الجديدة 1992.
خلال فترة عرضها جذبت ملايين المشاهدين حتى عام 2012 قبل التحول الرقمي في المملكة المتحدة، وقد توقف الإرسال في 23:32:19 بتوقيت جرينتش في 23 أكتوبر 2012 بعد 38 عامًا، ومنذ ذلك الحين قدمت خدمة الزر الأحمر في بي بي سي نظام معلومات رقميًا حل محل سيفاكس.

### بريت بوكس
في عام 2016، قامت هيئة الإذاعة البريطانية (BBC)، بالشراكة مع زملائها من المذيعين في المملكة المتحدة ITV والقناة 4 (التي انسحبت لاحقًا من المشروع)، بإنشاء «مشروع kangaroo» لتطوير خدمة بث دولية عبر الإنترنت لمنافسة خدمات مثل Netflix وHulu. خلال مراحل التطوير، تم الترويج لـ 'Britflix' كاسم محتمل. ومع ذلك تم إطلاق الخدمة أخيرًا باسم BritBox في مارس 2017. تعرض المنصة عبر الإنترنت كتالوج عروض BBC وITV الكلاسيكية، بالإضافة إلى إتاحة عدد من البرامج بعد وقت قصير من بثها في المملكة المتحدة. اعتبارًا من 2019، يتوفر BritBox في الولايات المتحدة وكندا مع إمكانية توفرها لأسواق جديدة في المستقبل، بما في ذلك المملكة المتحدة بحلول أواخر عام 2019. في أكتوبر 2019، تم إصدار BritBox في مرحلة الاختبار في المملكة المتحدة.

## القسم العربي
بدأ القسم العربي بهيئة الإذاعة البريطانية بث برامجه في الثالث من يناير/ كانون ثاني عام 1938، وكان أول قسم يبث بلغة أجنبية. كمال سرور هو أول من قرأ نشرة الأخبار عند تأسيس القسم العربي، هنا لندن، سيداتي سادتي، نحن نذيع اليوم من لندن باللغة العربية للمرة الأولى في التاريخ. بهذه الكلمات بدأ أول بث إذاعي من القسم العربي في بي بي سي إلى منطقة الشرق الأدنى. ويعرف القسم العربي بهيئة الإذاعة البريطانية حاليا باسم بي بي سي عربي.

## نشاطات تجارية
BBC Studios (المعروفة سابقًا باسم BBC Worldwide) هي شركة فرعية تجارية مملوكة بالكامل لبي بي سي وهي مسؤولة عن الاستغلال التجاري لبرامج BBC وغيرها من الممتلكات، بما في ذلك عدد من محطات التلفزيون في جميع أنحاء العالم، وقد تم تشكيلها بعد إعادة هيكلة سابقتها BBC Enterprises في عام 1995.
تمتلك الشركة وتدير عددًا من المحطات التجارية حول العالم التي تعمل في عدد من المناطق وعلى عدد من المنصات المختلفة، حيث تعرض قناة BBC Entertainment البرامج الترفيهية الحالية والأرشيفية للمشاهدين في أوروبا وإفريقيا وآسيا والشرق الأوسط، وتعرض قنوات بي بي سي أمريكا Studios وBBC Canada (مشروع مشترك مع Corus Entertainment) برامج مماثلة في منطقة أمريكا الشمالية وBBC UKTV في منطقة أستراليا. تبث الشركة أيضًا قناتين تستهدف الأطفال وهما قناة CBeebies الدولية وبي بي سي للأطفال، وهي مشروع مشترك مع Knowledge Network Corporation التي تبث برامج تحت علامتي CBeebies وBBC K. وتدير الشركة أيضًا قنوات BBC Knowledge التي تبث البرامج الواقعية والتعليمية وBBC Lifestyle وهي برامج تبث على أساس موضوعات الطعام والأناقة والرفاهية، وتدير BBC Studios نسخة دولية من قناة BBC HD وتوفر بثًا متزامنًا عالي الدقة لقناتي BBC Knowledge وBBC America.
كما توزع BBC Studios القناة الإخبارية الدولية بي بي سي ورلد نيوز على مدار 24 ساعة، وهي محطة منفصلة عن BBC Studios للحفاظ على وجهة نظر المحطة المحايدة ولكن يتم توزيعها بواسطة BBC Studios، وهي أقدم كيان قائم من نوعه ولديها 50 مكتبًا إخباريًا أجنبيًا ومراسلًا في جميع دول العالم تقريبًا. كما تم مسحه رسميًا وهو متاح لأكثر من 294 مليون أسرة، وهو أكثر بكثير من تقديرات سي إن إن بـ 200 مليون. بالإضافة إلى ذلك تمتلك BBC Studios أيضًا شبكة UKTV المكونة من سبع قنوات، حيث تحتوي هذه القنوات على برمجة أرشيف بي بي سي ليتم إعادة بثها على قنواتها الخاصة.
يتم بيع العديد من برامج BBC عبر استوديوهات BBC لمحطات تلفزيونية أجنبية وتعتبر الأفلام الكوميدية والوثائقية والدرامية التاريخية هي الأكثر شعبية، بالإضافة إلى ذلك تظهر أخبار تلفزيون بي بي سي كل ليلة على العديد من محطات خدمة البث العامة في الولايات المتحدة كما هو الحال بالنسبة لإعادة برامج بي بي سي مثل إيست إندرس، وفي نيوزيلندا على TVNZ 1.
بالإضافة إلى البرمجة تنتج BBC Studios المواد المصاحبة للبرامج، حيث احتفظت الشركة بذراع النشر في BBC Magazines التي نشرت راديو تايمز بالإضافة إلى عدد من المجلات التي تدعم برامج BBC مثل BBC Top Gear، وBBC Good Food، وBBC Sky at Night، وBBC History، وBBC Wildlife وبي بي سي ميوزيك. وقد تم بيع BBC Magazines لشركة Exponent Private Equity في عام 2011 والتي دمجتها مع Origin Publishing (كانت مملوكة سابقًا لبي بي سي Worldwide بين عامي 2004 و2006) لتشكيل شركة Immediate Media .
تنشر BBC Studios أيضًا كتبًا لمرافقة برامج مثل دكتور هو تحت العلامة التجارية مكتبة بي بي سي وهي بصمة نشر مملوكة لأغلبية راندوم هاوس. وتُباع ألبومات الموسيقى التصويرية والكتب الناطقة وأقسام البث الإذاعي أيضًا تحت العلامة التجارية BBC Records كما يتم بيع أقراص DVD وترخيصها بكميات كبيرة للمستهلكين في كل من المملكة المتحدة وخارجها تحت العلامة التجارية 2 Entertain، وتُباع برمجة الأرشيف وتسجيلات الموسيقى الكلاسيكية تحت العلامة التجارية BBC Legends.

## الأهمية الثقافية

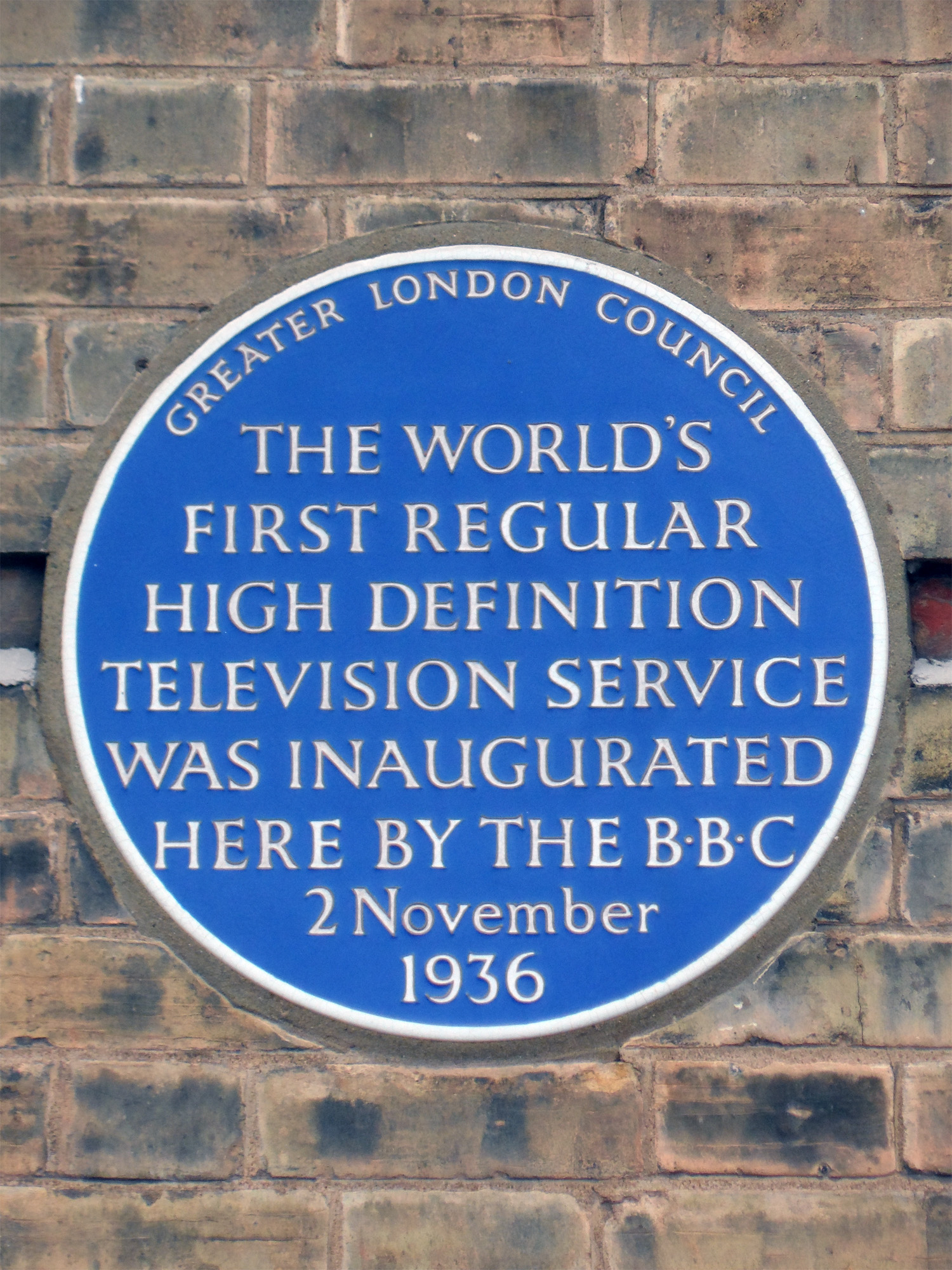
لوحة زرقاء في قصر الكسندرا احتفالًا بإطلاق أول خدمة تلفزيونية عالية الوضوح في العالم تلفزيون بي بي سي في عام 1936

كان الراديو وسيلة البث التي يعتمد عليها الناس في المملكة المتحدة، قبل تطور التلفزيون وانتشاره حيث "وصل الراديو إلى كل منزل في الأرض، ووحد الأمة في نفس الوقت، وكان ذلك عاملاً مهمًا خلال الحرب العالمية الثانية. قدمت بي بي سي أول خدمة تلفزيونية "عالية الدقة" 405 في العالم في عام 1936، وعلقت خدمتها التلفزيونية خلال الحرب العالمية الثانية وحتى عام 1946 لكنها ظلت الإذاعة التلفزيونية الوحيدة في المملكة المتحدة حتى عام 1955 عندما بدأ التلفزيون المستقل آي تي في البث. وقد بشر هذا بتحول التلفزيون إلى وسيلة شعبية ومهيمنة. ومع ذلك "ظلت الإذاعة طوال الخمسينيات هي المصدر المهيمن لبث الكوميديا الإذاعية". علاوة على ذلك، كانت هيئة الإذاعة البريطانية هي المذيع الإذاعي القانوني الوحيد حتى عام 1968 (عندما حصلت URY على أول ترخيص لها).

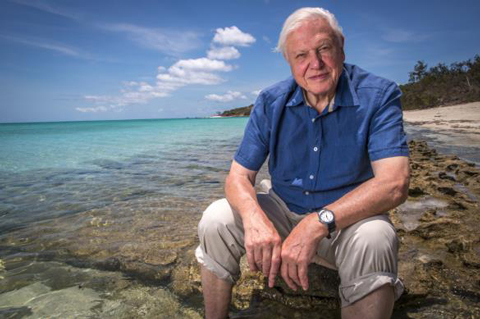
تم إنتاج الأفلام الوثائقية عن الطبيعة لديفيد أتينبورو مثل The Blue Planet وكوكب الأرض الجزء الأول وLife on Earth عبر وحدة التاريخ الطبيعي في هيئة الإذاعة البريطانية أكبر دار إنتاج وثائقي عن الحياة البرية في العالم.

على الرغم من ظهور التلفزيون والراديو التجاريين، مع منافسة من آي تي في والقناة الرابعة البريطانية وسكاي يو كي، ظلت BBC واحدة من العناصر الرئيسية في الثقافة الشعبية البريطانية من خلال التزامها بإنتاج برامج تلفزيونية وإذاعية للجمهور الجماهيري. ومع ذلك سمح وصول بي بي سي تو لهيئة الإذاعة البريطانية بعمل برامج لمصالح الأقليات في الدراما والأفلام الوثائقية والشؤون الجارية والترفيه والرياضة. ومن الأمثلة التي تم الاستشهاد بها المسلسل التلفزيوني Civilization، ودكتور هو، وI، وClaudius، وسيرك مونتي بايثون الطائر، وPot Black، وTonight، ولكن يمكن تقديم أمثلة أخرى في كل مجال من هذه المجالات كما هو موضح في مداخل BBC في معهد الفيلم البريطاني في قائمة أعظم 100 برنامج تلفزيوني بريطاني، مع المسلسل الهزلي الشهير في السبعينيات من القرن الماضي، فولتي تاورز (يضم جون كليز في دور باسل فولتي) على رأس القائمة. وقد تم عرضTop of the Pops لأول مرة في يناير 1964 وهو أطول عرض موسيقي أسبوعي في العالم وكان رولينج ستونز أول من قدم عرضًا فيه. كان لبعض برامج بي بي سي تأثير مباشر على المجتمع. فعلى سبيل المثال يُنسب إلى The Great British Bake Off إعادة تنشيط الاهتمام بالخبز في جميع أنحاء المملكة المتحدة حيث أبلغت المتاجر عن ارتفاع حاد في مبيعات مكونات الخبز والملحقات.
تم استخدام مصطلح "BBC English" كاسم بديل للنطق المتلقى ويستخدم قاموس نطق اللغة الإنجليزية مصطلح "BBC English" لتسمية توصياته،  ومع ذلك فإن البي بي سي نفسها تستخدم الآن اللهجات الإقليمية بشكل أكبر لتعكس تنوع المملكة المتحدة، مع الاستمرار في توقع الوضوح والطلاقة لمقدميها. ومنذ بداياتها «النشوية» أصبحت البي بي سي أكثر شمولية وتحاول استيعاب مصالح جميع طبقات المجتمع وجميع الأقليات لأنهم جميعًا يدفعون رسوم الترخيص.

### مصطلحات عامية
غالبًا ما يشير الجمهور المحلي الأكبر سنًا في المملكة المتحدة إلى بي بي سي باسم «بيب»، وهو اسم مستعار صاغه في الأصل بيتر سيلرز في برنامج ذا جوون شو في الخمسينيات عندما أشار إلى «بيب بيب سيب». ثم تم استعارتها وتقصيرها ونشرها عبر الراديو DJ كيني إيفرت. تم إصدار جلسات تسجيل ديفيد بوي في بي بي سي باسم Bowie في Beeb بينما تم إصدار جلسات تسجيل كوين مع BBC كـ At the Beeb. اسم مستعار آخر وهو أقل شيوعًا حالياً وهو «العمة»، التي يُقال إنها نشأت من أسلوب «العمة أعلم أفضل» أو فكرة الخالات والأعمام الموجودين في خلفية حياة المرء (ولكن ربما إشارة إلى «الخالات» و«الأعمام» الذين قدموا برامج للأطفال في الأيام الأولى)  في الأيام التي كان جون ريث أول مدير عام لهيئة الإذاعة البريطانية مسؤولاً، غالبًا ما يُنسب مصطلح «العمة» لبي بي سي إلى الفارس الإذاعي جاك جاكسون. وللاحتفال بالذكرى الخمسين لبي بي سي تم إصدار أغنية «العمة» في عام 1972. وتم استخدام الاسمين المستعارين معًا باسم «العمة بيب».

## الجدل والنقد
واجهت هيئة الإذاعة البريطانية (بي بي سي) طوال فترة وجودها العديد من الاتهامات فيما يتعلق بالعديد من المواضيع: منها حرب العراق، والسياسة، والأخلاق والدين، فضلاً عن التمويل والتوظيف، كما شاركت في العديد من الخلافات بسبب تغطيتها لقصص إخبارية وبرامج محددة. وفي أكتوبر 2014 أصدر بي بي سي ترست «إطار عمل شكاوى بي بي سي»،  يحدد إجراءات الشكاوى والطعون ومع ذلك قد يتم نقل الإشراف التنظيمي لبي بي سي إلى أوفكوم، حيث أوصت «لجنة مجلس العموم البريطانية المختارة لوسائل الإعلام والرياضة» في تقريرها «مستقبل بي بي سي»  أن مكتب أوفكوم يجب أن يصبح الحكم النهائي في الشكاوى المقدمة بشأن بي بي سي.
لطالما واجهت البي بي سي اتهامات من المحافظين بالتحيز الليبرالي واليساري. وغالبًا ما وجه أعضاء تلك الحكومة اتهامات بالتحيز ضد رئاسة الوزراء مارغريت تاتشر وحزب المحافظين ضد بي بي سي من قبل أعضاء تلك الحكومة حيث اعتبرت مارجريت تاتشر نفسها التغطية الإخبارية للمذيع متحيزة وغير مسؤولة. في عام 2011 قال بيتر سيسونز مذيع الأخبار الرئيسي في بي بي سي من 1989 إلى 2009 إن «جوهر بي بي سي في حمضها النووي هو طريقة تفكير يسارية بحزم». وعلق مذيع آخر في بي بي سي أندرو مار بأن «بي بي سي ليست محايدة أو محايدة، لديها تحيز ليبرالي وليس تحيزًا حزبيًا سياسيًا من الأفضل التعبير عنها على أنها تحيز ثقافي ليبرالي». وصنفها مدير بي بي سي السابق روجر موسي على أنها «دفاعية ليبرالية». اتهم الصحفي والكاتب المحافظ توبي يونغ بي بي سي بالدعاية بسبب ما يعتقد أنه نهج مناهض لبريكست والذي تضمن يومًا من البرامج الحية حول الهجرة.
على العكس من ذلك، كتب كاتب العمود اليساري أوين جونز لصحيفة الغارديان أن «الحقيقة هي أن البي بي سي مليئة باليمينيين»،  واستشهد كمثال على التحيز في توظيفها لأندرو نيل «المتطرف التاتشري» مقدم السياسة. انتقد بول ماسون المحرر الاقتصادي السابق لبرنامج Newsnight في بي بي سي، البي بي سي ووصفها بأنه نقابيه فيما يتعلق بتغطيتها لحملة استفتاء الاستقلال الاسكتلندي وقال إن كبار موظفيها يميلون إلى أن يكونوا من وجهة نظر «ليبرالية جديدة». كما وصفت هيئة الإذاعة البريطانية بأنها مؤسسة مؤيدة للملكية. وقد وجد استطلاع للرأي أجرته شركة BMG Research عام 2018 أن 40٪ من الجمهور البريطاني يعتقدون أن هيئة الإذاعة البريطانية (بي بي سي) حزبية سياسياً مع انقسام شبه متساوٍ بين أولئك الذين يعتقدون أنها تميل إلى اليسار أو اليمين.
في عام 2008 انتقد البعض هيئة الإذاعة البريطانية (بي بي سي) لإشارتها إلى الرجال الذين نفذوا هجمات مومباي في نوفمبر / تشرين الثاني 2008 بأنهم «مسلحون» وليسوا «إرهابيين». واحتجاجًا على استخدام كلمة «مسلحون» من قبل بي بي سي رفض الصحفي إم. جي. أكبر المشاركة في مقابلة في أعقاب هجمات مومباي الإرهابية،  وانتقد تقرير بي بي سي عن الحادث. وقد أيد البرلماني البريطاني ستيفن باوند هذه المزاعم مشيرًا إلى تبييض البي بي سي للهجمات الإرهابية على أنه «أسوأ نوع من المواقف اللطيفة. ومن اليأس إلى تجنب التسبب في الإعتداء الذي يسبب في نهاية المطاف المزيد من جريمة على الجميع».
زُعم أن مذيع أخبار الخدمة العالمية في بي بي سي الذي قدم عرضًا يوميًا أنتج لقيرغيزستان شارك في حركة معارضة بهدف الإطاحة بالحكومة التي يقودها الرئيس كرمان بك باكييف. وقد استقال مذيع البي بي سي من منصبه في عام 2010 بمجرد انتشار مزاعم مشاركته في ثورة قيرغيزستان 2010.

## جمهور البي بي سي العالمية
أثبت تقرير أجرته مؤسسات مستقلة أن عدد متابعي أخبار البي بي سي عبر الإذاعة والتلفزيون والإنترنت وصل في العام 2007 إلى ما يقارب ال233 مليون شخص في 100 دولة حول العالم.و كانت أكبر نسبة زيادة سجلت لمتابعي أخبار البي بي سي في بنغلادش حيث زاد عدد المستمعين حوالي ثمانية ملايين شخص، في حين انخفض عدد المستمعين للخدمة الصينية من البي بي سي بنسبة ثلاثة ملايين.
ويقول اري محمد نوري أحد المهتمين بالشؤون السياسية في كوردستان العراق : يلقى بي بي سي رواجا من قبل السياسيين العراقيين بشكل كبير
نتيجة الأوضاع السياسية المتدهورة في العراق خلال عقود الماضية ’ حيث كانت الحكومة العراقية التي كان يراسها صدام حسين تفرض التشويش على موجات البي بي سي المتوسطة التي كان يستقبل في العراق على موجات 720 وبالرغم من التشويش كان السياسيين العراقيين ياخذون مصادر الأخبار البي بي سي بالمصداقية والحكمة والحيادية والموضوعية.

## شعار ورموز البي بي سي

BBC's first three-box logo used from 1958 until 1963.[225]
BBC's second three-box logo used from 1963 until 1971.[226]
BBC's third three-box logo used from 1971 until 1988.[226]
BBC's fourth three-box logo used from 1988 until 1997.[227]
BBC's fifth and current three-box logo used since 1997.[227]

BBC Logo 2021.svg

## وصلات خارجية
- الموقع الرسمي
- موقع هيئة الإذاعة البريطانية (النسخة العربية)
- تاريخ بي بي سي العربية
- مجموعة البرامج الإذاعية للبرنامج الثالث في مخطوطة Stuart A. Rose، والمحفوظات، ومكتبة الكتب النادرة، جامعة Emory
- بي بي سي على موقع IMDb (الإنجليزية)
- بي بي سي على موقع الموسوعة البريطانية (الإنجليزية)
- بي بي سي على موقع ميوزك برينز (الإنجليزية)
- بي بي سي على موقع قاعدة بيانات برودواي على الإنترنت (الإنجليزية)